# Bolívia
Bolívia, oficialmente Estado Plurinacional da Bolívia, é um país encravado no centro-oeste da América do Sul. Faz fronteira com o Brasil ao norte e leste, Paraguai e Argentina ao sul, Chile e Peru ao oeste.
Antes da colonização europeia, a região andina boliviana fazia parte do Império Inca — o maior império da era pré-colombiana. O Império Espanhol invadiu e conquistou essa região no século XVI. Durante a maior parte do período colonial espanhol, este território era chamado Alto Peru ou Charcas e encontrava-se sob a administração do Vice-Reino do Peru, que abrangia a maioria das colônias espanholas sul-americanas. Após declarar independência em 1809, dezesseis anos de guerras se seguiram antes do estabelecimento da república, instituída por Simón Bolívar, em 6 de agosto de 1825. Desde então, o país tem passado por períodos de instabilidade política, ditaduras e problemas econômicos.
A Bolívia é uma república democrática, dividida em nove departamentos. Geograficamente, possui duas regiões distintas, o altiplano a oeste e as planícies do leste, cuja parte norte pertence à bacia Amazônica e a parte sul à Bacia do Rio da Prata, da qual faz parte o Chaco boliviano. É um país em desenvolvimento, com um Índice de Desenvolvimento Humano (IDH) médio e uma taxa de pobreza que atinge cerca de 60% da população. Dentre suas principais atividades econômicas, destacam-se a agricultura, silvicultura, pesca, mineração, e bens de produção como tecidos, vestimentas, metais refinados e petróleo refinado. A Bolívia é muito rica em minerais, especialmente em estanho.
A população boliviana, estimada em 10 milhões de habitantes, é multiétnica, possuindo ameríndios, mestiços, europeus, asiáticos e africanos. A principal língua falada é o espanhol, embora o aimará e o quíchua também sejam comuns. Além delas, outras 34 línguas indígenas são oficiais. O grande número de diferentes culturas na Bolívia contribuiu para uma grande diversidade em áreas como a arte, culinária, literatura e música.

## Etimologia
O estado boliviano foi fundado sob o nome de República Bolívar em homenagem a seu libertador, Simón Bolívar. Posteriormente, foi modificada a proposta do deputado de Potosí, presbítero Manuel Martín Cruz, que argumentou com a seguinte frase: "Se de Rômulo, Roma; de Bolívar, Bolívia". A nova república adotou oficialmente o nome de Bolívia em 3 de outubro de 1825. Do mesmo modo, a Assembleia Deliberante nomeou o libertador Bolívar como primeiro presidente da república, o qual a chamou de filha predileta.

## História

### Era pré-colombiana

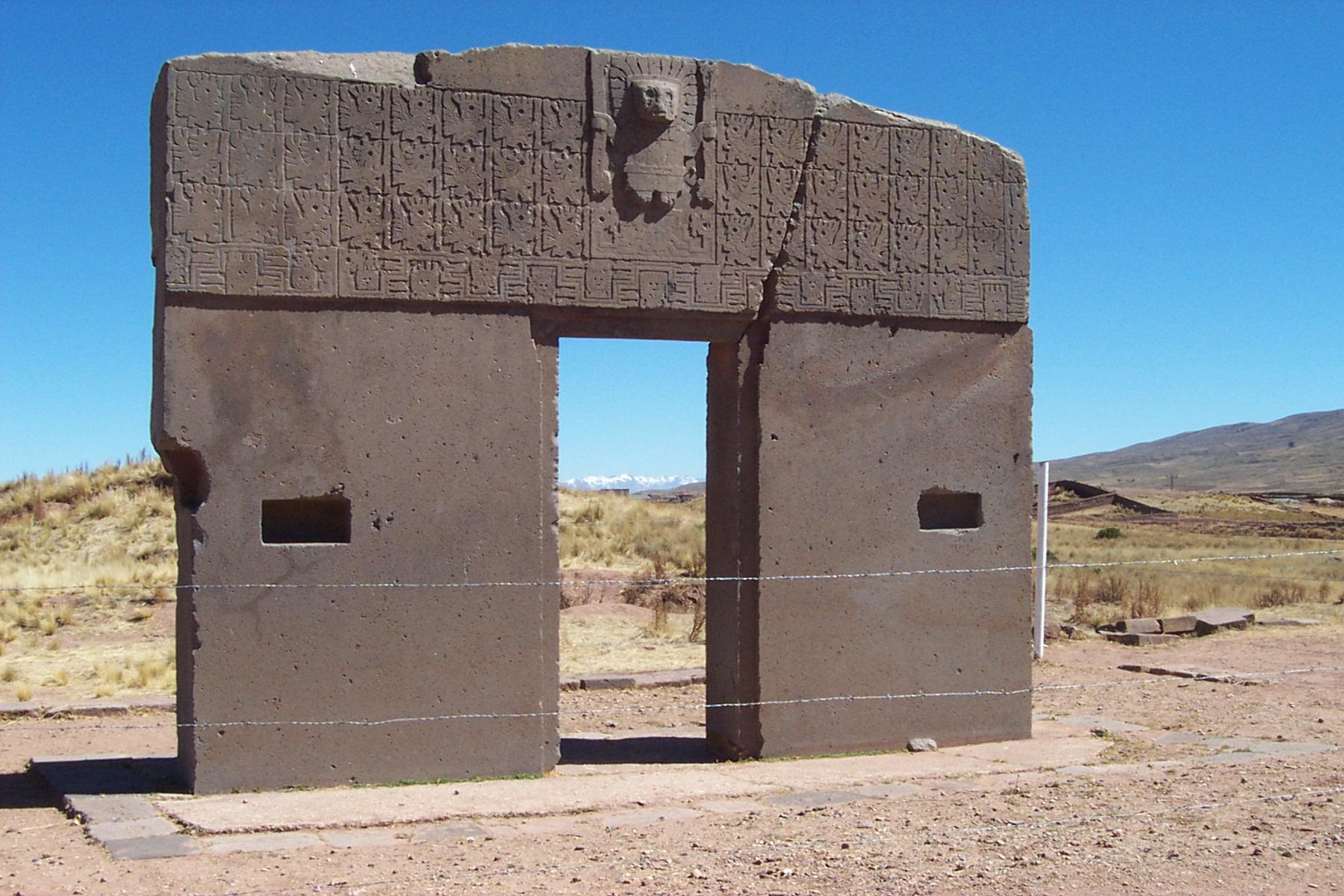
Porta do Sol, nas ruínas de um antigo povoamento da cultura Tiauanaco

O território boliviano é habitado há mais de 12 mil anos. No local, foram formadas várias culturas, principalmente nos Andes, destacando-se, especialmente, a cultura Tiwanaku e os reinos aymaras posteriores à expansão Wari. Estes reinos foram, por sua vez, anexados ao império Inca no século XIII. A cultura Tiwanaku se desenvolveu em torno do centro cerimonial homônimo próximo ao lago Titicaca. A sua fundação ocorreu provavelmente antes do ano 300. Posteriormente, a cultura inca estabeleceu um vasto império no século XV, pouco antes da chegada dos espanhóis. Durante esse século, a Bolívia esteve ocupada por vários grupos de língua aimará (collas, pacajes, lupacas, omasuyos), destacando-se os collas, que dominaram um vasto território e que lutaram com os falantes de língua quíchuas de Cusco pelo controle da região. Os collas foram derrotados pelo inca Pachacuti, que se apoderou de quase todo o planalto boliviano. A Bolívia constituiu, durante quase um século, uma das quatro grandes divisões do Tahuantinsuyo (império inca) sob o nome de Collasuyo. Estas antigas civilizações deixaram grandes monumentos arquitetônicos e, atualmente, as línguas aimará e quíchua são muito difundidas no país.

### Período colonial
A conquista espanhola do império inca iniciou-se a partir de 1524 e foi concluída em 1533. O território da atual Bolívia era conhecido como Charcas e estava submetido à autoridade do vice-rei de Lima. Com a instalação da Audiência e Chancelaria Real da Prata dos Charcas, em Chuquisaca (atual Sucre), foi estabelecido um governo local, o que proveu uma maior autonomia à região. Potosí, fundada em 1545 como uma cidade mineira, logo tornou-se uma fonte de riqueza extraordinária, tornando-se a maior cidade do Novo Mundo com uma população de mais de 150 000 pessoas.
No final do século XVI, a prata boliviana era uma importante fonte de receita econômica para o Império Espanhol. Um fluxo constante de nativos serviu como força de trabalho, sob condições brutais e vinculados a um sistema análogo à escravidão, no qual consistia em um recrutamento pré-colombiano chamado mita. Charcas foi transferida para o Vice-Reino do Rio da Prata em 1776 e o povo de Buenos Aires, a capital do Vice-Reino, cunhou o termo "Alto Peru" como uma referência popular ao atual território boliviano. Posteriormente, em março de 1781, Túpac Katari liderou uma rebelião indígena que sitiou La Paz, durante o qual cerca de 20 000 pessoas morreram. A medida que a autoridade real espanhola enfraquecia durante as guerras napoleônicas, especialmente após a prisão do rei espanhol pelos franceses, o sentimento contra o domínio colonial cresceu.

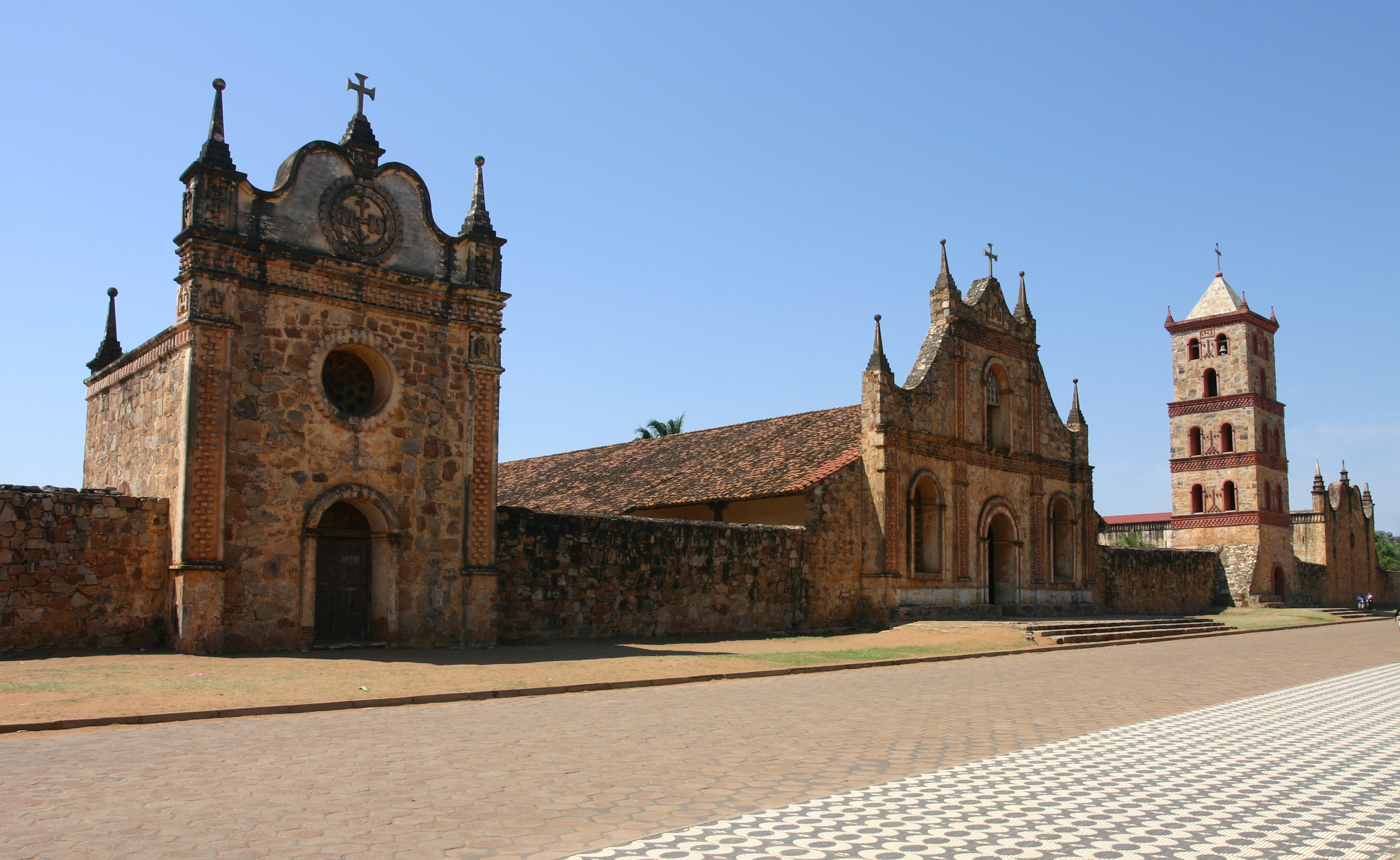
Missão jesuítica de Chiquitos, no departamento de Santa Cruz

O primeiro europeu a chegar ao atual território da Bolívia foi Diego de Almagro em 1535, depois de partir de Cusco a fim de conquistar o Chile. Com a morte de Almagro, Francisco Pizarro enviou seu irmão Gonzalo Pizarro para colonizar a província de Collao (Collasuyo). Pedro de Anzúriz fundou Chuquisaca (atual Sucre) em 1538, Potosí surgiu em 1546, La Paz em 1548 e Cochabamba em 1574.
A fundação espanhola se caracterizou por apresentar uma base mineiro-agrícola. A cidade de Potosí, a mais populosa da América em 1574 (120 mil habitantes), se converteu em um grande centro mineiro pela exploração das minas de prata do cerro Rico e, em 1611, era a maior produtora de prata do mundo. O rei Carlos I havia outorgado a esta cidade o título de vila imperial depois de sua fundação. Durante mais de duzentos anos, o território da atual Bolívia constituiu a Real Audiência de Charcas, um dos centros mais prósperos e densamente povoados dos vice-reinados espanhóis. Potosí começou o seu declínio nas últimas décadas do século XVIII, ao levar a mineração da prata a um estado de estagnação, como consequência do esgotamento das veias mais ricas, das antiquadas técnicas de extração e do desvio do comércio para outros países. Em 1776, a Real Audiência de Charcas, que até então fazia parte do Vice-Reino do Peru, foi incorporada ao Vice-Reino do Rio da Prata.

### Independência

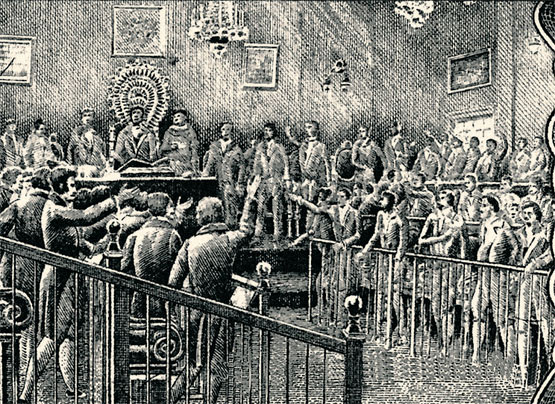
Declaração da independência da Bolívia em Sucre, 1825

As sublevações de Chuquisaca e La Paz foram o ponto de partida das guerras de independência. O país se declarou independente em 6 de agosto de 1825 com o nome de República de Bolívar, que foi alterado para República de Bolivia. Em 1826, o libertador Simón Bolívar outorgou ao país a primeira constituição, que foi aprovada pelo congresso de Chuquisaca. Antonio José de Sucre, grande marechal de Ayacucho, foi eleito presidente da república da Bolívia. No início do século XIX, os movimentos de independência começaram a surgir em toda a América hispânica, espalhando a guerra e o caos. Diante dessa sensação de insegurança e temendo o caos, em junho de 1822, os três governadores dos departamentos espanhóis do Alto Peru (que já haviam sido ameaçados pelas tropas do General Antonio José de Sucre e Simón Bolívar), se reuniram em Cuiabá (capital da Capitania de Mato Grosso, Brasil) e solicitou ao governador que intercedesse junto ao Príncipe Regente Dom Pedro (que em breve seria coroado como Dom Pedro I, Imperador do Brasil), a fim de que o Reino Unido de Portugal, Brasil e Algarves anexasse esses territórios, buscando poupar sua população do massacre e do caos.
De imediato, o governador de Mato Grosso enviou tropas que estavam por sua capitania ao Alto Peru, bloqueando o avanço de Bolívar e Sucre, e enviou uma carta a Dom Pedro, comunicando-lhe o envio de tropas e a solicitação das autoridades de Alto Peru (que mais tarde viria a ser a Bolívia). Carta que só foi recebida por Dom Pedro I em novembro de 1822, quando o Brasil já era uma nação independente. Além disso, Bolívar e Sucre foram mais rápidos e enviaram representantes à Prefeitura do Rio de Janeiro, o que veio antes da carta do governador. Assim, ao receber a carta, o Príncipe Regente já havia decidido não anexar o Alto Peru, rejeitando a solicitação dos governadores da região e ordenando que as tropas fossem retiradas de lá. Com isso, Dom Pedro I deixou a região do Alto Peru (atual Bolívia) por conta própria, o que culminou com a invasão das tropas Bolívar e Sucre e a independência boliviana da Espanha. Claramente, naquele momento, Dom Pedro I estava mais preocupado em derrotar a resistência da tropas liberais portuguesas em solo brasileiro, garantindo a unidade da nação recém-independente. Porém, sem essa decisão ser tomada, o território boliviano poderia ter sido integrado ao Brasil. Desde o início de sua existência como nação independente, a Bolívia viveu quase em um estado crônico de revoluções e guerras civis e, durante os cinquenta anos seguintes, os intervalos de estabilidade política foram breves e infrequentes. Em 1837, a Bolívia se uniu ao Estado Norte-Peruano e ao Sul-Peruano para formar um novo estado, a Confederação Peru-Boliviana, que desapareceu dois anos depois, em 1839, pela oposição e declaração de guerra da confederação Argentina, do Chile e de um exército de restauradores peruanos. Em 1839, a batalha de Yungay definiu a dissolução da confederação.

### Conflitos limítrofes

Mapa da Confederação Peru-Boliviana

Os conflitos limítrofes da Bolívia começaram desde muito cedo. O primeiro de grande importância (que inclusive chegou a ser uma ameaça para a independência) foi a invasão pelo Peru realizada em 1828, com Agustín Gamarra à frente. Houve batalhas e o exército peruano ocupou a maior parte do oeste boliviano. A guerra terminou com a assinatura do tratado de Piquiza e a retirada peruana do solo boliviano. Depois desse conflito, chegou ao poder na Bolívia o marechal de Zepita, Andrés de Santa Cruz, que foi capaz de organizar, modernizar e instruir em táticas napoleônicas o exército boliviano. A eficácia da reforma no exército foi vista na invasão feita no Peru ante o pedido de ajuda de Luis José de Orbegoso y Moncada. A Bolívia saiu vitoriosa na invasão e fuzilou Felipe Santiago Salaverry, criando de fato a Confederação Peru-Boliviana.
Em 1836, iniciou-se a confederação dos Estados Norte-Peruano, Sul-Peruano e Bolívia, mas, por interesses econômicos do Chile, de parte de peruanos contrários e por interesses territoriais da Confederação Argentina (questão de Tarija), foi produzida uma guerra em duas partes de 1837 a 1839. Na primeira, a confederação saiu vitoriosa, produzindo o tratado de Paucarpata, mas, na segunda, se produziu a batalha de Yungay e a confederação foi dissolvida. Pela parte argentina, a Bolívia, com o general alemão Otto Philipp Braun, comandante da frente boliviana, concentrou suas tropas em Tupiza e, em fins de agosto de 1837, ingressou na província de Jujuy. Os soldados confederados tiveram várias vitórias, chegando a ocupar setores fronteiriços das províncias de Jujuy e Salta. Ante a uma série de contra-ataques argentinos, estes invadiram o território boliviano. Os argentinos foram derrotados na batalha de Montenegro, mais conhecida na Argentina por batalha da Costa de Coyambuyo. Em 22 de agosto de 1838, Heredia ordenou a retirada e, depois de Yungay, as forças bolivianas evacuaram os setores fronteiriços que mantinham ocupados. Depois da confederação Peru-boliviana, na Bolívia e no Peru se produziu um período de anarquia entre partidários e críticos da união dos dois países e por interesses políticos. No Peru, Gamarra foi o presidente, mas teve que controlar os possíveis usurpadores do poder. Na Bolívia, sucederam-se golpes de líderes. Gamarra tentou aproveitar-se disto para invadir a Bolívia e anexá-la, mas os bolivianos decidiram unir-se a um inimigo comum e deram os poderes do estado a José Ballivián. Gamarra invadiu a Bolívia, ocupou várias zonas do departamento de La Paz mas foi derrotado ao morrer na batalha de Ingavi. Depois da batalha, os bolivianos invadiram o Peru, mas firmaram o tratado de Puno e se retiraram.

Territórios perdidos pela Bolívia por guerras ou diplomacia, segundo a historiografia boliviana

Em 1866 e 1874, foram firmados tratados para resolver o litígio com o Chile sobre o deserto de Atacama, rico em depósitos de nitratos de sódio e de cobre. Nesses tratados, adotou-se como linha limítrofe entre Chile e Bolívia o paralelo 24º de latitude sul. Foram outorgados ao Chile diversos direitos alfandegários e concessões de exploração mineral a empresários chilenos no Atacama boliviano. Estas últimas disposições originaram o litígio entre os dois países, já que o estado boliviano não respeitou os acordos alfandegários, incrementando o imposto à extração de salitre às companhias salitreiras de capital chileno-britânico. Em 1879, o Chile ocupou o porto boliviano de Antofagasta, iniciando a chamada Guerra do Pacífico, na qual a Bolívia e seu aliado Peru foram derrotados pelo Chile. Ao ser despojada de sua única possessão litoral, a Bolívia deixou de ter saída para o mar. O litoral boliviano abarcava, aproximadamente, 158 000 km² e, além de Antofagasta, contava com os portos maiores de Mejillones, Cobija e Tocopilla. Em 1904, foi ratificado um tratado de paz e amizade que reconheceu o domínio perpétuo do território em litígio por parte do Chile, enquanto garantiu à Bolívia o livre acesso ao mar. Desde a fundação da Organização das Nações Unidas (ONU) em 1945, a Bolívia solicitou à Assembleia Geral para que considerasse sua petição de recuperar uma saída livre e soberana para o oceano Pacífico. Também apresentou o assunto na Organização dos Estados Americanos (OEA). Em 1953, o Chile concedeu à Bolívia um porto livre em Arica, garantindo a esta direitos alfandegários especiais e instalações de armazenamento.

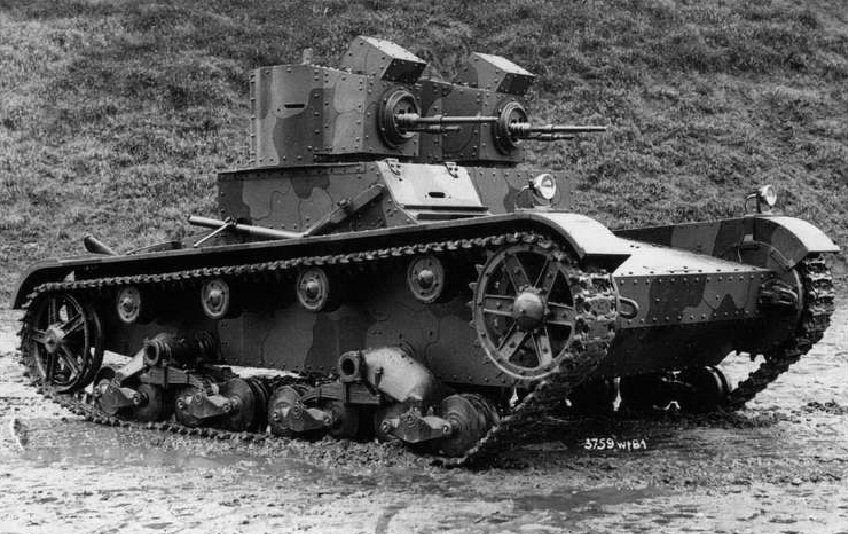
Tanque boliviano Vickers E durante a Guerra do Chaco

A Bolívia manteve, também, uma guerra com o Brasil pelo território do Acre que concluiu com a cessão de 191 000 km² a este país em troca de uma indenização econômica e uma pequena compensação territorial.
Além desses, teve conflitos territoriais por questão de limites com a Argentina, o Peru e o Paraguai. A solução pacífica do litígio com a Argentina foi atingida em 1925. Em 1930, Peru e Bolívia nomearam uma comissão conjunta para delimitar a fronteira e solucionar o litígio sobre a península de Copacabana. O problema fronteiriço boliviano-paraguaio se centrou sobre o Gran Chaco, uma zona de terras baixas situada ao norte do rio Pilcomayo e a oeste do rio Paraguai, que se estende pela disputada fronteira de Bolívia. Os dois países reclamavam o território em sua totalidade. Em julho de 1932, eclodiu a Guerra do Chaco, conflito não declarado que durou três anos e no qual morreram 50 000 bolivianos e 35 000 paraguaios. Em julho de 1938, foi firmado o tratado de paz, segundo o qual o Paraguai ficava com 75% da região do Grande Chaco. Foi o maior conflito bélico da história boliviana: em três anos de contínuas lutas e perdas, a Bolívia sofreu um contínuo retrocesso que, finalmente, concluiu-se em Villamontes, onde os fortes cordilheiranos ajudaram o exército da Bolívia a deter o avanço paraguaio.

### Revolução de 1952

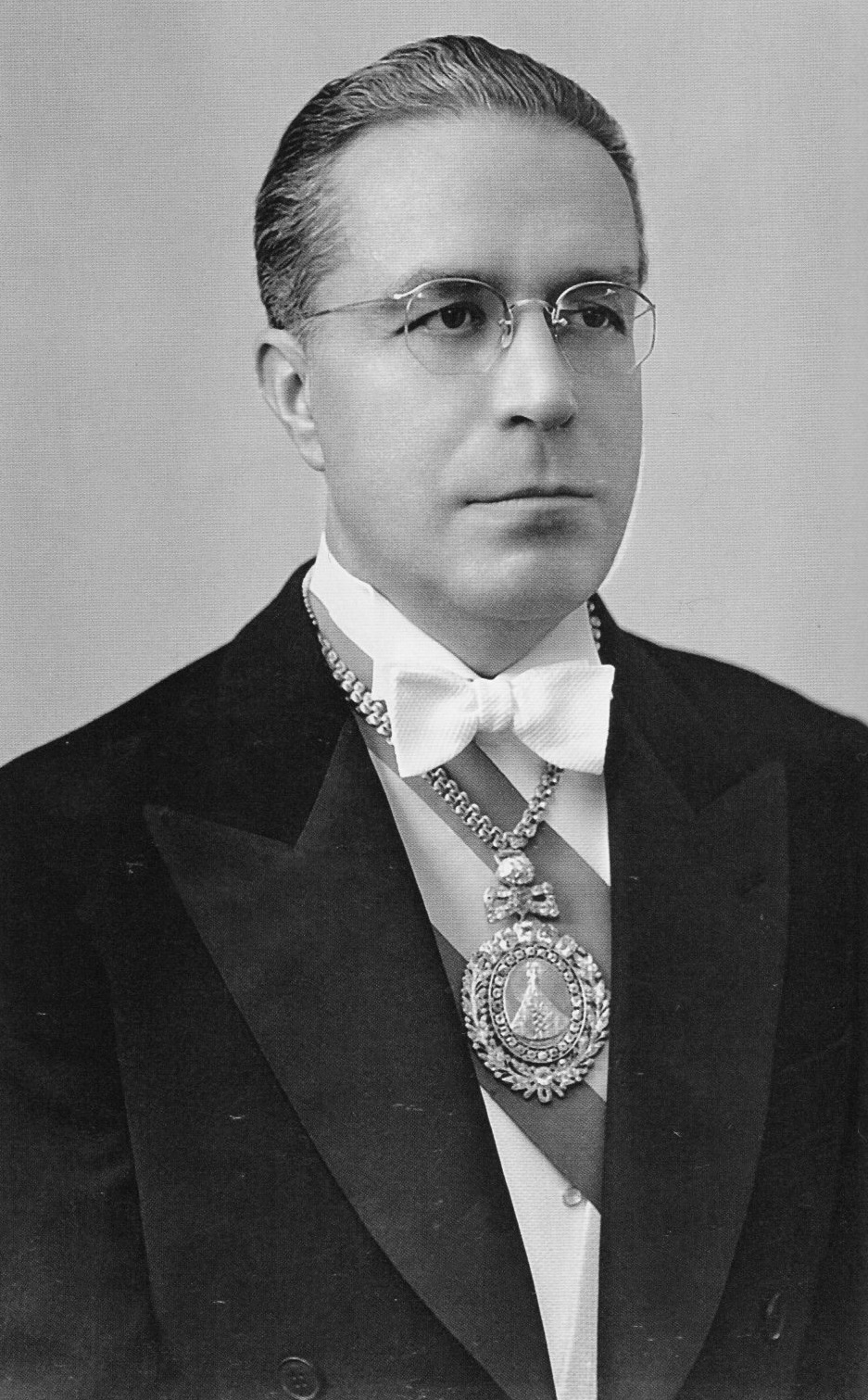
Víctor Paz Estenssoro em 1955

Durante as eleições presidenciais de maio de 1951, o líder exilado do Movimento Nacionalista Revolucionário (MNR), Víctor Paz Estenssoro, alcançou quase a metade dos votos expressos. No entanto, na ausência de um vencedor claro, o congresso devia eleger o presidente entre os três candidatos mais votados. Com a finalidade de impedir a eleição de Paz Estenssoro, o presidente Mamerto Urriolagoitia renunciou e entregou o governo a uma junta militar que nomeou como seu chefe o general Hugo Ballivián; em abril de 1952, foi derrubado pelo MNR. Paz Estenssoro regressou do exílio para assumir a presidência. Sob sua orientação, o governo lançou um amplo programa de reformas econômicas, decretou a nacionalização das minas e o monopólio da exportação de estanho. No decurso de 1954, foi realizada a reforma agrária (parcelamento de terras para distribuir entre os indígenas), incentivou a prospecção de poços petrolíferos por empresas estrangeiras, instituiu o voto universal e realizou uma reforma educacional.
No final da década de 1950 e início da década de 1960, a economia boliviana sofreu com a queda dos preços do estanho no mercado mundial e com altos índices de inflação. As minas de estanho não eram rentáveis e os esforços do governo para reduzir o número de trabalhadores empregados e restringir os salários encontrou forte resistência dos sindicatos. A constituição boliviana, que não contemplava a reeleição, impediu que Paz Estenssoro se candidatasse às eleições de 1956, mas seu vice-presidente Hernán Siles Zuazo, filho de Hernando Siles, as venceu como candidato do MNR. Siles continuou com a política iniciada pelo governo de Paz Estenssoro, que voltou a ser eleito em 1960. Paz solicitou a redação de uma nova Constituição, que aumentaria a autoridade econômica do governo e permitiria a reeleição. Em 1964, foi reeleito, nomeando como vice-presidente o general René Barrientos, chefe da Força Aérea e candidato de direita. Muitos dos antigos colaboradores de Paz o abandonaram, denunciando que o MNR havia esquecido sua política revolucionária. O governo de Paz Estenssoro foi derrubado um mês depois de sua reeleição em consequência do levante protagonizado pelos mineiros e estudantes. Tomou o poder uma junta militar encabeçada por René Barrientos.

### Governos militares
O governo militar realizou uma política de reformas econômicas conservadoras, como a reabertura da indústria de minas de estanho ao investimento privado estrangeiro. Em julho de 1966, René Barrientos foi eleito presidente já como civil. No entanto, se viu forçado a depender dos militares para lidar com os movimentos guerrilheiros que haviam começado a atuar nas regiões montanhosas. Em outubro de 1967, o exército boliviano anunciou ter derrotado os rebeldes num local próximo à aldeia de Vallegrande. Havia sido capturado no campo de batalha Ernesto Che Guevara, sendo pouco depois executado. Barrientos morreu em um estranho acidente de helicóptero em abril de 1969. Sucederam-se no poder uma série de governos de curta duração, a maioria militares, e em agosto de 1971 o governo do general Juan José Torres foi derrubado por um golpe de Estado encabeçado pelo coronel Hugo Banzer.
O regime de Banzer passou rapidamente de uma posição relativamente moderada a uma de maior repressão: aboliu o movimento trabalhista, suspendeu todos os direitos civis e enviou tropas aos centros de mineração. Em 1978, Banzer renunciou e uma junta militar tomou o poder. Grupos de direitos humanos afirmam que durante o mandato de Banzer de 1971–78 (conhecido como Banzerato) vários milhares de bolivianos buscaram asilo em países estrangeiros, 3 mil oponentes políticos foram presos, 200 foram mortos e muitos outros foram torturados. No porão do Ministério do Interior ou "as câmaras do horror", cerca de 2 mil prisioneiros políticos foram detidos e torturados durante o regime militar de 1971 a 1978.
No início da década de 1980, o forte crescimento econômico da década anterior — que havia sido sustentado pelos altos preços do estanho no mercado mundial — levou o país à crise. A queda do preço do mineral e a má administração dos regimes militares haviam deixado a Bolívia com uma imensa dívida, uma situação hiperinflacionária e um declínio das receitas por exportações. A exportação ilegal de cocaína foi o principal recurso de divisas, até que os Estados Unidos pressionaram o governo da Bolívia para que tomasse medidas eficazes contra o tráfico desta droga. Em 1980, o general Luis García Meza e seu vice Luis Arce Gómez com apoio ativo da ditadura militar argentina e a ação de um comando terrorista denominado Novios de la Muerte e organizados pelo fascista Italiano Stefano Delle Chiaie e a Junta Militar de Buernos Aires, deram um golpe de estado para evitar a eleição de Hernán Siles Suazo como presidente democrático. Em 1982, ele foi afastado da última junta militar que governava o país para reinstaurar a democracia.

### Governos democráticos
Hernán Siles Zuazo chegou ao governo em 10 de outubro de 1982 apoiado na Unidade Democrática e Popular (UDP), aliança que havia formado no fim da década de 1970 entre seu Movimento de Esquerda Revolucionária (MIR), o Movimento Nacionalista Revolucionário de Esquerda (MNR) e o Partido Comunista da Bolívia (PCB). Seu governo durou até 1985. Foi seguido pelo governo de Víctor Paz Estenssoro (1985–1989) do MNR. Em 1989, assumiu Jaime Paz Zamora, do MIR, com apoio da Ação Democrática Nacionalista(ADN). Gonzalo Sánchez de Lozada, do MNR, assumiu de 1993–1997 e posteriormente Hugo Banzer Suárez (1997–2001), recebendo o apoio do ex-presidente Jaime Paz Zamora, que desta maneira devolvia o favor por respaldar com seus deputados da ADN a governabilidade do país durante seu mandato. Banzer morreu antes de terminar seu mandato, sendo substituído por seu vice-presidente Jorge Quiroga Ramírez (2001–2002). Gonzalo Sánchez de Lozada (2002–2003) iniciou um segundo mandato, abreviado por uma revolta popular, e foi sucedido por seu vice-presidente Carlos Mesa (2003–2005). Este também foi derrubado pelos motins, assumindo Eduardo Rodríguez Veltzé (2005–2006), como interino.

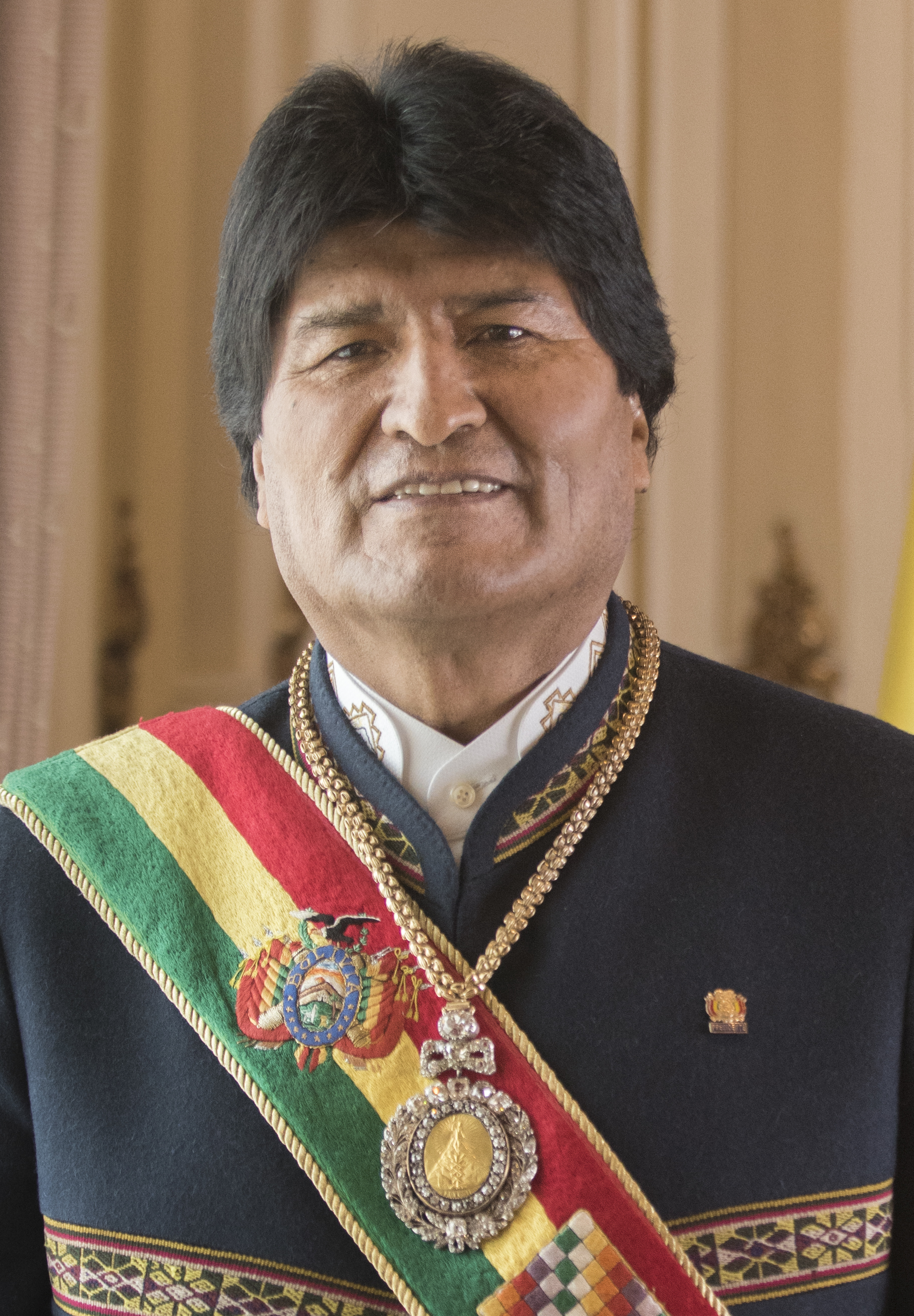
Evo Morales, presidente cessante da Bolívia

Na eleição presidencial realizada em 18 de dezembro de 2005, Evo Morales (do partido Movimento para o Socialismo, com o acrônimo em espanhol MAS, significando "mais") foi eleito com 53,7% dos votos, com mandato até 2010. Antes de sua posse oficial em La Paz, Morales tomou posse em um ritual aimará simbólico no sítio arqueológico de Tiwanaku perante uma multidão de milhares de pessoas e representantes de movimentos de esquerda de toda a América Latina. Desde a conquista espanhola no início do século XVI, esta região da América do Sul, com uma maioria da população nativa, tem sido governada principalmente por descendentes de europeus, com esparsos períodos de governantes mestiços. Morales, um aimará, afirmou que os 500 anos de colonialismo terminaram e que a era da autonomia já começou.
Em 1 de maio de 2006, Morales anunciou a sua intenção de renacionalização dos hidrocarbonetos bolivianos ativos. Embora afirmando que a iniciativa não seria uma expropriação, Morales enviou tropas para ocupar 56 instalações de gás simultaneamente. Tropas também foram enviadas para duas refinarias de propriedade da Petrobras na Bolívia, que fornecem mais de 90% de capacidade de refino da Bolívia. Um prazo de 180 dias foi anunciado para que todas as empresas estrangeiras de energia fossem obrigadas a assinar novos contratos que dão a Bolívia participação majoritária e até 82% das receitas (o último para os maiores campos de gás natural). Todas essas empresas assinaram contratos. Relatórios do governo boliviano e das empresas envolvidas são contraditórios quanto aos planos de investimentos futuros. De longe, o maior cliente de hidrocarbonetos boliviano foi o Brasil, que importa dois terços do gás natural da Bolívia através de gasodutos operados pela Petrobras. Uma vez que o gás só pode ser exportado da Bolívia através de grandes (e caros) gasodutos da Petrobras, o governo boliviano e a empresa estão fortemente ligados. A Petrobras anunciou planos de produzir gás natural para substituir o agora fornecido pela Bolívia até 2011.

### Crise política de 2019

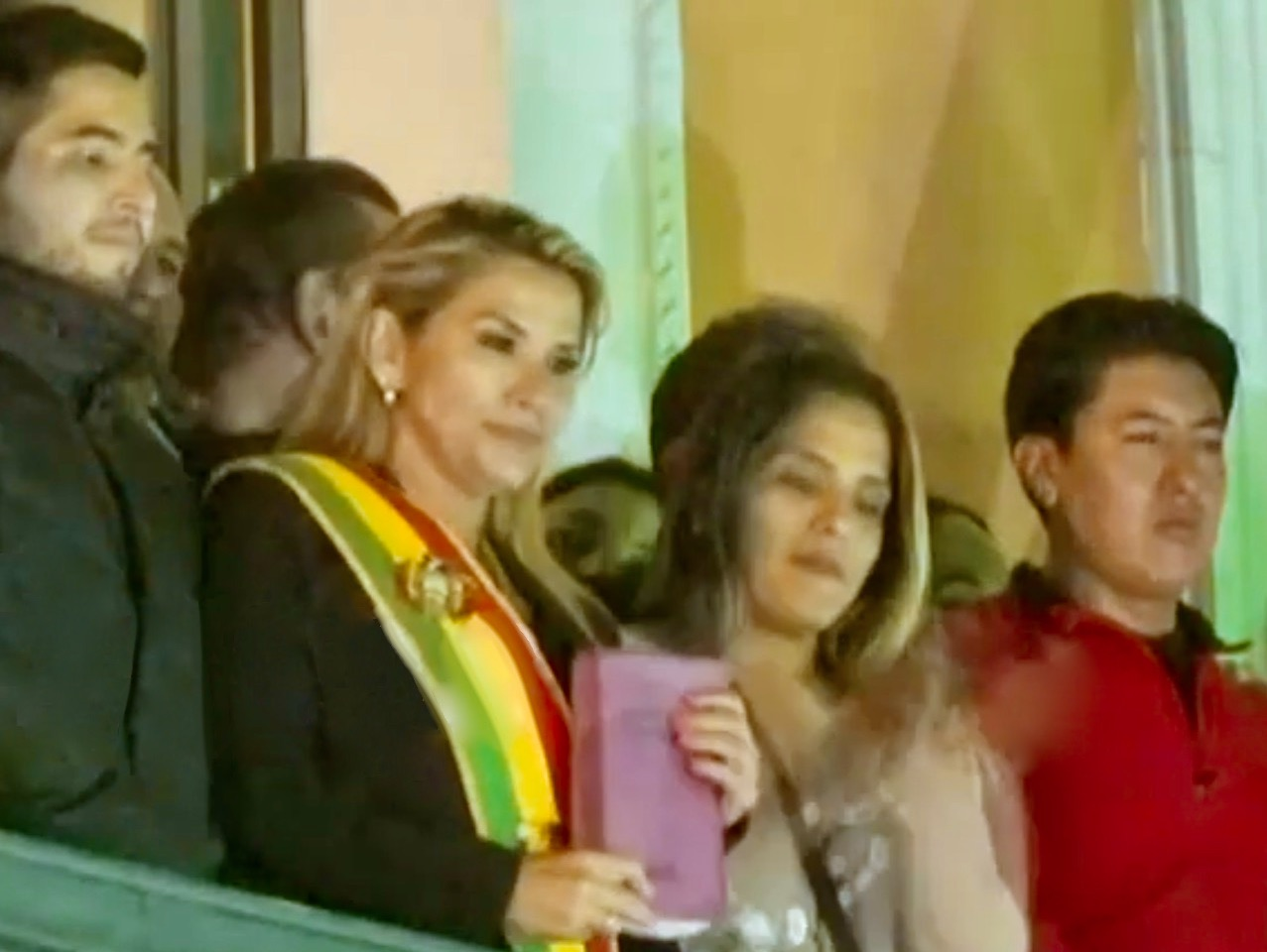
Jeanine Áñez com a faixa presidencial depois de prestar juramento em 12 de novembro de 2019

Manifestações que eclodiram em 20 de outubro, após a divulgação dos primeiros resultados das eleições gerais de outubro, que deram a vitória ao então presidente Evo Morales, reeleito no primeiro turno. Em 10 de novembro de 2019, a dezenove dias de protestos civis ocorridos após os controversos resultados eleitorais, reivindicações de novas eleições pelos manifestantes e líderes opositores de Morales e a divulgação de um relatório da Organização dos Estados Americanos (OEA) que alegava irregularidades no processo eleitoral, os sindicatos, as Forças Armadas e a polícia boliviana exigiram que o presidente Evo Morales se demitisse. Depois que o general Williams Kaliman Romero tornou público o requerimento de demissão presidencial, Morales cumpriu, acompanhado de outras renúncias de vários políticos de alto escalão ao longo do dia, alguns citando temores pela segurança de suas famílias. O governo do México ofereceu asilo político a Morales no dia seguinte, o qual Morales aceitou um dia depois.
A segunda vice-presidente do Senado, a senadora da oposição Jeanine Áñez, assumiu o cargo de presidente em 12 de novembro, sendo a próxima na linha para a presidência depois que um vazio de poder foi deixado após uma série de renúncias. Isso não foi isento de controvérsias, pois sua nomeação inicial foi feita durante uma breve sessão legislativa que carecia de quórum, devido a um boicote do partido de Morales, o Movimento para o Socialismo (MAS). O Tribunal Constitucional Plurinacional da Bolívia confirmou o empossamento de Áñez a presidência como legítimo e o partido no poder retornou a maioria dos membros para ambas as câmaras, com alguns assumindo postos importantes como Líder do Senado. Eles também se comprometeram a trabalhar com o governo interino para novas eleições. Apesar do retorno de seu partido ao papel de governo, Morales pediu que o povo boliviano rejeitasse a liderança de Áñez. Ele e seus apoiadores argumentam que o evento foi um golpe de Estado. Políticos, acadêmicos e jornalistas internacionais ficaram divididos entre descrever o evento como um golpe de Estado ou uma revolta popular.

### Tentativa de golpe de 2024
Em 26 de junho de 2024, militares e blindados das forças armadas tomaram a Praça Murillo, local onde se encontram o Palácio Presidencial e a sede do Congresso Nacional da Bolívia. A movimentação ocorreu sob o comando do ex-comandante do exército Juan José Zúñiga, demitido do cargo no dia anterior. A tentativa de golpe teve como objetivo forçar uma mudança no gabinete ministerial do presidente Luis Arce.
No mesmo dia, o presidente denunciou em suas redes sociais e por meio do Ministério de Relações Exteriores a ocorrência de "movimentações irregulares" das forças armadas. Já o ex-presidente Evo Morales classificou a ação do Exército Boliviano como uma tentativa de golpe de estado, convocando, também na redes sociais, uma mobilização nacional pela democracia e uma greve geral para pressionar os militares golpistas. Em poucas horas, a tentativa já havia sido condenada por líderes da maioria dos países latino-americanos e organizações internacionais, e até mesmo por opositores de Arce como Jeanine Áñez, condenada em 2020 pelo golpe de estado contra Evo Morales em 2019. A Central Obrera da Bolívia, organização sindical nacional do país, declarou greve geral por tempo indeterminado e convocou uma marcha popular até La Paz para enfrentamento popular à tentativa de golpe.
O presidente do país ordenou, frente à frente com Zúñiga, a desmobilização das forças que ocupavam a praça em La Paz. Em seguida, exonerou os comandantes das três forças e indicou novos líderes para a cúpula das Forças Armadas, que reforçaram às tropas as ordens presidenciais. Pouco depois, Zúñiga e as forças golpistas começaram a recuar da Praça Murillo. O general Juan José Zúñiga foi preso em frente à sede do Estado Maior na noite do mesmo dia.

## Geografia

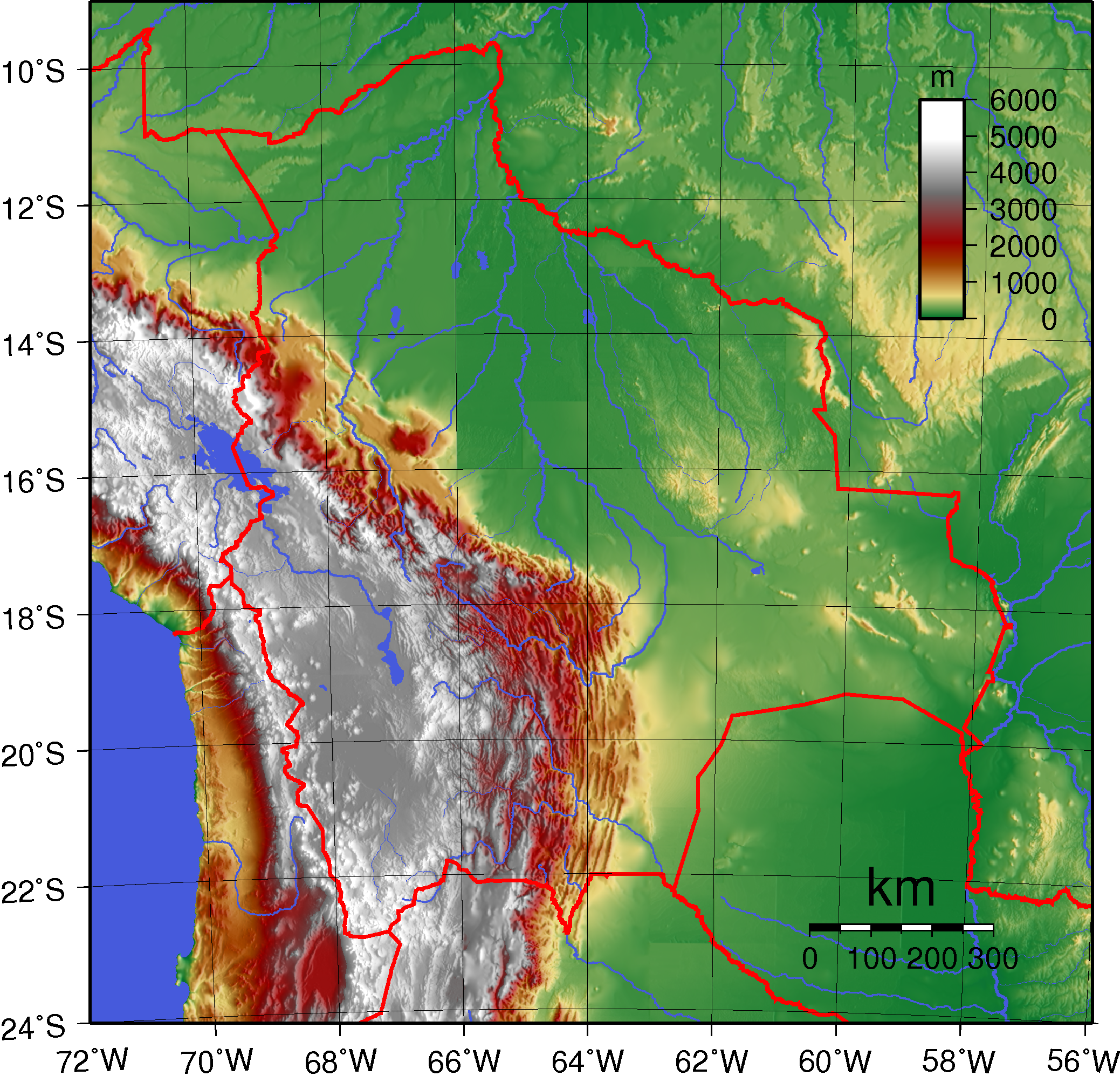
Mapa topográfico do território boliviano

Juntamente com o vizinho Paraguai, a Bolívia é um dos dois únicos países das Américas que não possuem saída para o mar. O ocidente da Bolívia está situado na cordilheira dos Andes, com o pico mais elevado, o Nevado Sajama, a chegar aos 6 542 m. O centro do país é formado por um planalto, o Altiplano, onde vive a maioria dos bolivianos. O leste do país é constituído por terras baixas e coberto pela floresta úmida da Amazônia. O lago Titicaca situa-se na fronteira entre a Bolívia e o Peru, o maior lago sul-americano por volume de água. No sudoeste do país, no departamento de Potosi, encontra-se o Salar de Uyuni, o maior deserto de sal do mundo.
A região Oriente, a norte e leste, compreende três quintos do território boliviano, é formada por baixas planícies de muitos rios e grandes pântanos. No extremo sul, localiza-se o Chaco boliviano, pantanoso na estação chuvosa e semidesértico nos meses de seca. A nordeste da bacia do Titicaca, visualizam-se montanhas extremamente altas de 3 000 a 6 500 m. As montanhas de mais altitude caem em ângulos praticamente retos até se transformarem em planícies.
Os Andes atingem a Bolívia e se dividem em duas grandes cadeias, a Oriental e a Ocidental. Nota-se que a cordilheira Ocidental é formada por vulcões inativos ou extintos, e suas rochas são formadas de lava vulcânica petrificada. A altitude máxima é de 3 700 m, com 800 km de comprimento e 130 km de largura. A cordilheira Oriental é composta de diversos tipos de rochas e areia.

### Relevo
|                                                                        |  |                                                  |
| Nevado Sajama, o ponto mais alto do país, com 6 542 metros de altitude |  | Salar de Uyuni, o maior deserto de sal do mundo. |

O sudoeste do país, onde a região Andina é predominante, apresenta alguns dos picos mais altos das Américas, como o Nevado Sajama — ponto mais alto no território boliviano — com 6 542 m acima do nível do mar, e o Illimani, com 6 462 m. É nesta parte do país que se localiza o lago Titicaca, o mais alto navegável do mundo, com uma área de 8 100 km² e compartilhado com o Peru. o Salar de Uyuni, que é o maior depósito de sais e reservatório de lítio no mundo, também é encontrado no altiplano.
Entre o sudoeste e o leste, está a região intermediária entre o altiplano e as planícies orientais. Nesta parte do país os vales e montanhas são menos predominantes, apesar de alguns locais chegarem ao nível de 2 500 m acima do nível do mar. Caracteriza-se por sua atividade agrícola e seu clima temperado a quente. Esta região inclui os vales bolivianos, Los Yungas e a região dos Chacos. Por outro lado, o norte e o nordeste boliviano possuem um relevo preponderantemente formado por planícies e planaltos baixos, cobertos por extensas selvas ricas em flora e fauna, estando a uma altitude inferior a 400 m. Rios extensivos e a maior biodiversidade do país são encontradas nestas duas regiões, que estende-se dos limites com os Andes ao rio Paraguai.

### Biodiversidade

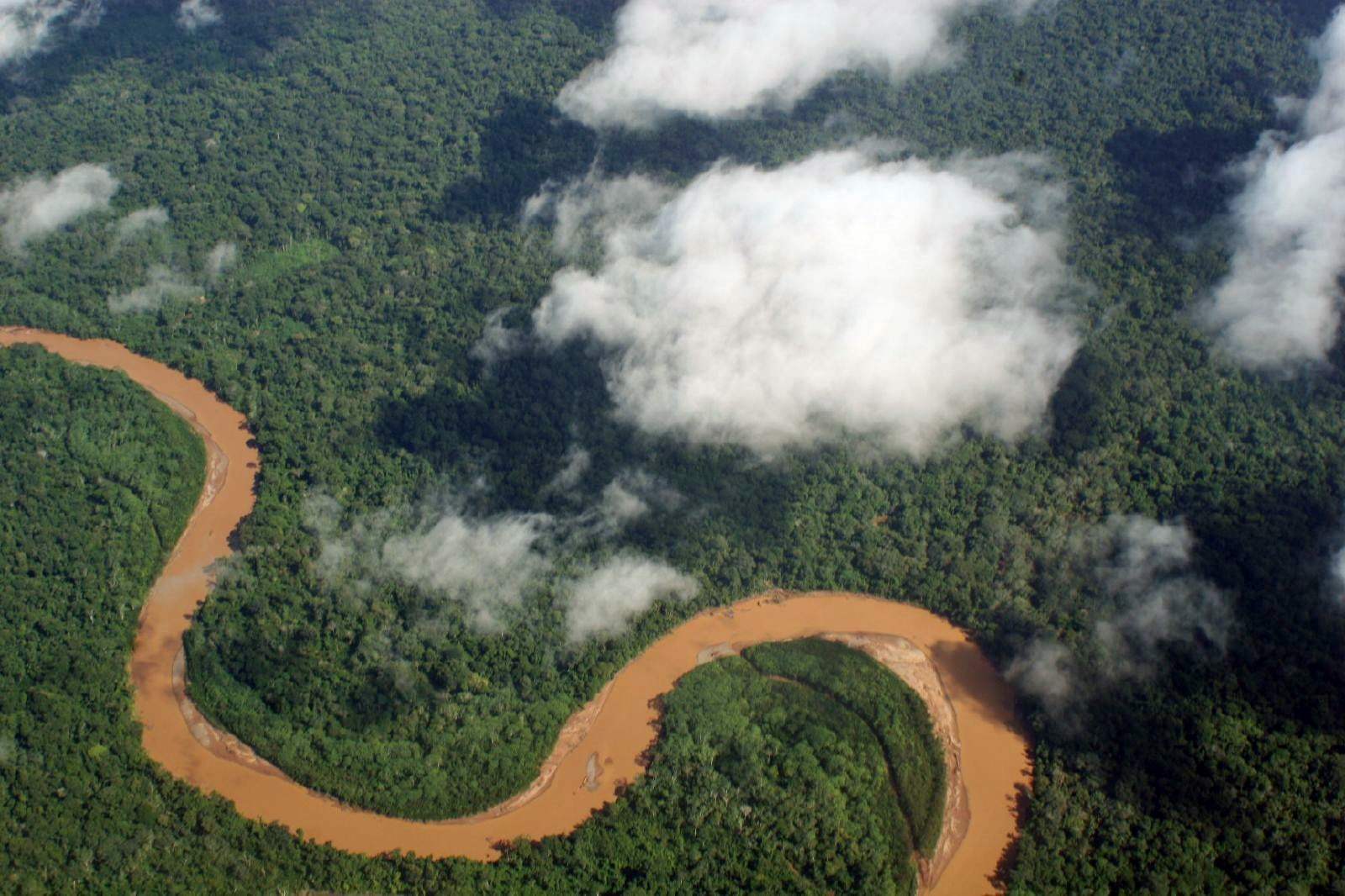
Fotografia aérea da Amazônia boliviana

A Bolívia tem uma enorme variedade de organismos e ecossistemas e é considerado um país megadiverso. O país possui mais de 2 900 espécies de animais, incluindo 398 mamíferos, mais de 1 400 aves (70% das aves conhecidas no mundo estão na Bolívia, sendo o sexto país mais diversificado em termos de espécies de aves), 204 anfíbios, 277 répteis e 635 tipos de peixes de água doce.
Além disso, existem mais de três mil tipos de borboletas e mais do que 60 de animais domésticos. A Bolívia ganhou atenção mundial com sua "Lei dos Direitos da Mãe Terra", uma lei única que atribui à natureza os mesmos direitos dados aos seres humanos.
Há mais de 20 mil espécies de plantas com sementes, das quais 1 200 são espécies de samambaias, 1 500 são espécies de hepáticas ou musgo e pelo menos 800 são espécies de fungos. Além disso, são conhecidas mais de 3 mil espécies de plantas medicinais, de modo que a Bolívia seja considerada como um dos locais de origem de espécies de pimenta como locoto, malagueta (ou tabasco), além do amendoim, feijão, mandioca e várias variedades de palmeiras. Por outro lado, mais de 4 mil variedades de batatas são produzidas em suas terras em uma ampla gama de cores, formas e tamanhos.

### Clima

Bolívia pela classificação climática de Köppen-Geiger

O clima boliviano varia drasticamente de uma ecorregião para outra, desde um clima tropical nos llanos orientais até um clima polar nos Andes ocidentais. Os verões são quentes, úmidos no leste e secos no oeste, com chuvas que frequentemente modificam as temperaturas, umidade, ventos, pressão atmosférica e evaporação, resultando em climas muito diferentes nas regiões do país. Quando o fenômeno climatológico El Niño ocorre, provoca grandes alterações climáticas. Os invernos são muito frios no oeste e neva nas montanhas, enquanto nas regiões ocidentais o vento é mais comum. O outono é seco nas regiões não tropicais do país.

### Hidrografia

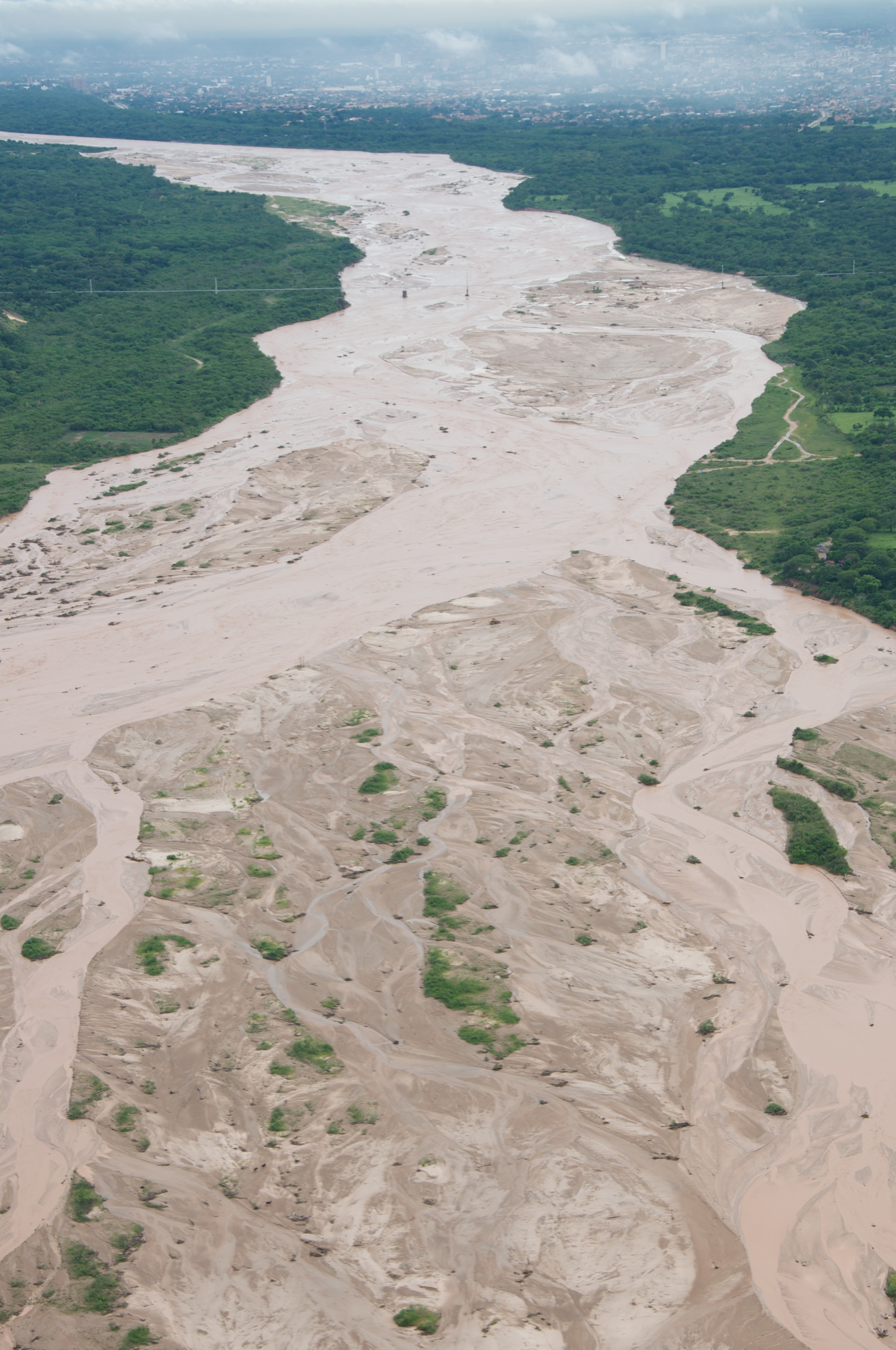
Rio Piraí próximo de Santa Cruz de La Sierra

São três as bacias hidrográficas encontradas no território boliviano: Amazônica, da Prata e a endorreica boliviano-peruana. A bacia Amazônica, também conhecida como bacia do Norte, é a que abrange a maior parte do território do país, com 724 000 km², estendendo-se por 66% de sua área. Os rios desta bacia geralmente têm fluxos abundantes e sinuosos, razão pela qual há muitas lagoas e lagos, como a lagoa Murillo. O principal afluente nesta é o rio Mamoré com um comprimento de 2 000 km, que corre em direção ao norte até a confluência com o rio Beni, de 1 113 km de extensão, o segundo em importância fluvial do país. De leste a oeste, a bacia Amazônica é constituída por outros rios importantes como o Madre de Deus, Orthon, Abunã, Yata e o Iténez (no Brasil, o rio Iténez recebe o nome de Guaporé), com este último sendo utilizado na demarcação de parte da fronteira com o Brasil. Por outro lado, os lagos e lagoas mais importantes são Rogaguado e o Rogagua. A precipitação média anual nesta parte do território é de 1 814 mm ao ano.
A bacia do rio da Prata tem uma extensão de 229 500 km², cobrindo 21% do território. Os afluentes geralmente são menos abundantes do que os da Amazônica, composto principalmente pelos rios Paraguai, Pilcomayo e Bermejo. As lagoas mais importantes são a Uberaba e Mandioré, localizadas na região do Pantanal boliviano. A precipitação média anual na bacia do rio da Prata é de 854 mm ao ano. Pouco menor que esta última, a bacia endorreica boliviana-peruana — também chamada de bacia lacustre ou central — é encontrada no centro-norte do país, especialmente na fronteira com o Peru. Com 145 081 km², alcançando 13% do território. Conta com um grande número de rios, lagos, lagoas e nascentes que não correm em direção ao oceano, porque são cercados pela cordilheira dos Andes que delimita a região. O rio mais importante é o Desaguadero, que nasce no Lago Titicaca, o mais alto do mundo, a 3 810 m acima do nível do mar. Nesta bacia há grandes lagos salgados como o Salar de Uyuni, que é o deserto de sal e o maior depósito de lítio do mundo e o Salar de Coipasa. A precipitação média anual nesta parte do território é de 421 mm por ano. Na fronteira com o Chile, no Altiplano andino, encontra-se o rio Silala, que é motivo de disputa territorial entre os dois governos.

### Glaciares derretidos
A Bolívia tem cerca de 20% dos glaciares tropicais do mundo, juntamente com a Cordilheira dos Andes. Contudo, são vulneráveis ao aquecimento global e perderam 43% da sua área de superfície entre 1986 e 2014. Alguns glaciares bolivianos perderam mais de dois terços da sua massa desde a década de 1980, disse a Unesco em 2018. Enquanto se espera que a temperatura nos Andes tropicais aumente dois a cinco graus até ao final do século XXI, os glaciares ainda perderiam entre 78% e 97% da sua massa. Dependendo do ano, os glaciares representam entre 60% e 85% do abastecimento de água de La Paz.

### Política ambiental
Um Ministério do Ambiente e da Água foi criado em 2006 após a eleição de Evo Morales, que inverteu nomeadamente a privatização do sector da distribuição de água levada a cabo nos anos 90 pelo Presidente Gonzalo Sánchez de Lozada. A nova Constituição, aprovada por referendo em 2009, faz do acesso à água um direito fundamental. Em Julho de 2010, por iniciativa da Bolívia, as Nações Unidas aprovaram uma resolução que reconhece o "direito à água potável segura e limpa" como "fundamental".
Os cientistas começaram a alertar o governo boliviano para o problema do derretimento dos glaciares nos anos 90, mas só em 2012 é que as autoridades responderam com verdadeiras políticas de proteção. Foi então criado um Projeto de Adaptação ao Impacto da Recessão Acelerada dos Glaciares nos Andes Tropicais (PRAA), com a missão de "reforçar a rede de monitorização" e "gerar informação útil para a tomada de decisões". Desde então, os glaciares têm sido monitorizados por câmaras, sondas, drones e satélite. As autoridades também desenvolveram programas de sensibilização do público para as consequências do aquecimento global a fim de refrear certas práticas agrícolas nocivas.
Em 2017, o governo mobilizou 200 milhões de dólares para combater a seca e o aquecimento global.

## Demografia

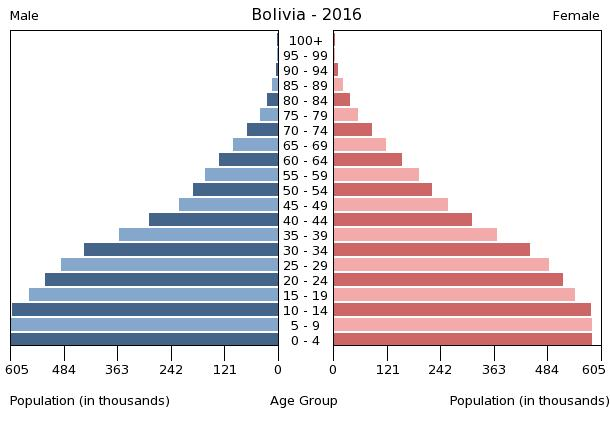
Pirâmide etária da Bolívia em 2016

De acordo com os dois últimos censos realizados pelo Instituto Nacional de Estatística (INE) da Bolívia, a população aumentou de 8 274 325 (dos quais 4 123 850 homens e 4 150 475 mulheres) em 2001 para 10 027 254 em 2012.
Segundo a Organização Internacional para as Migrações, aproximadamente 1,6 milhão de bolivianos emigraram para o exterior em busca de melhores condições de vida. Os países de migração tradicional têm sido a Argentina, Brasil, Chile e os Estados Unidos. No entanto, na década de 1990, boa parte da migração boliviana se direcionou para a Espanha, onde estima-se que residam 230 mil emigrantes bolivianos.

### Composição étnica

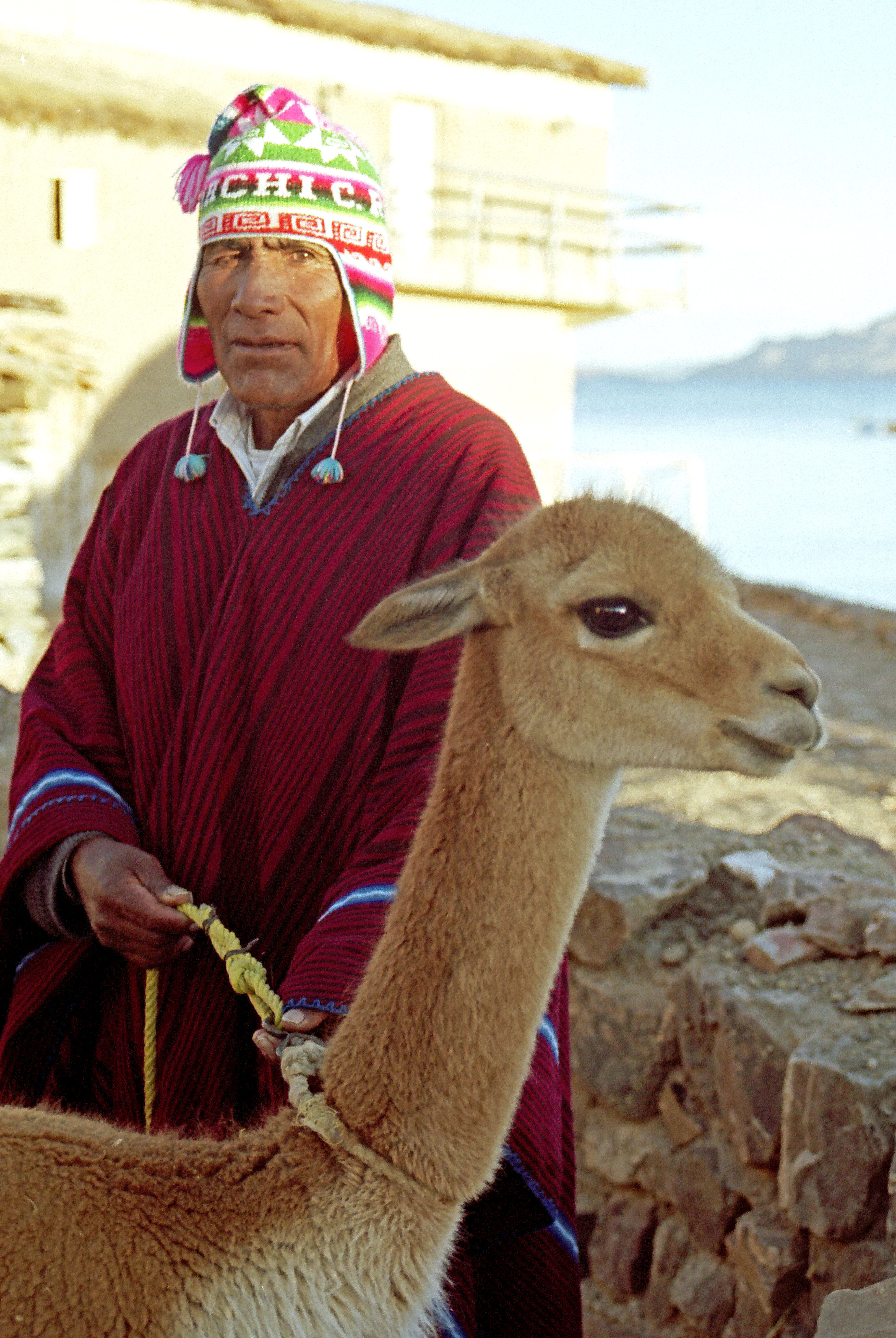
Homem da etnia aimara e uma lhama próximos ao Lago Titicaca

A composição étnica da Bolívia é muito variada. Os nativos podem ser andinos, como os aimarás e os quíchuas (que formaram o antigo Império Inca), que se concentram principalmente nos departamentos ocidentais de La Paz, Potosí, Oruro, Cochabamba e Chuquisaca. Há também uma importante população de etnia oriental, composto pelos guaranis e moxos, entre outros, e que habitam os departamentos de Santa Cruz, Beni, Tarija e Pando. Os povos indígenas compõem cerca de 60% da população do país. Os mestiços são distribuídos em todo o país e compunham a 26% da população boliviana. A maioria das pessoas assume sua identidade mestiça e, ao mesmo tempo, identificam-se com uma ou mais culturas nativas. O maior dos grupos nativos são quíchuas (2,5 milhões), aimarás (2 milhões), chiquitanos (180 mil) e guaranis (125 mil). A população ameríndia compõe 55% da população; os restantes 30% são mestiços (entre ameríndios e brancos) e cerca de 15% são brancos.
Os brancos estão geralmente concentrados nas maiores cidades, como La Paz, Santa Cruz de la Sierra e Cochabamba, mas também em algumas cidades menores, como Tarija. Os brancos representam 15% da população boliviana total. No Departamento de Santa Cruz existe uma importante colônia (com 70 mil habitantes) de menonitas de língua alemã. Bolivianos negros, descendentes de escravos africanos que chegaram nos tempos do Império Espanhol, habitam o departamento de La Paz, e localizados principalmente nas províncias de Nor Yungas e Sud Yungas. A escravidão foi abolida na Bolívia em 1831.

### Idiomas

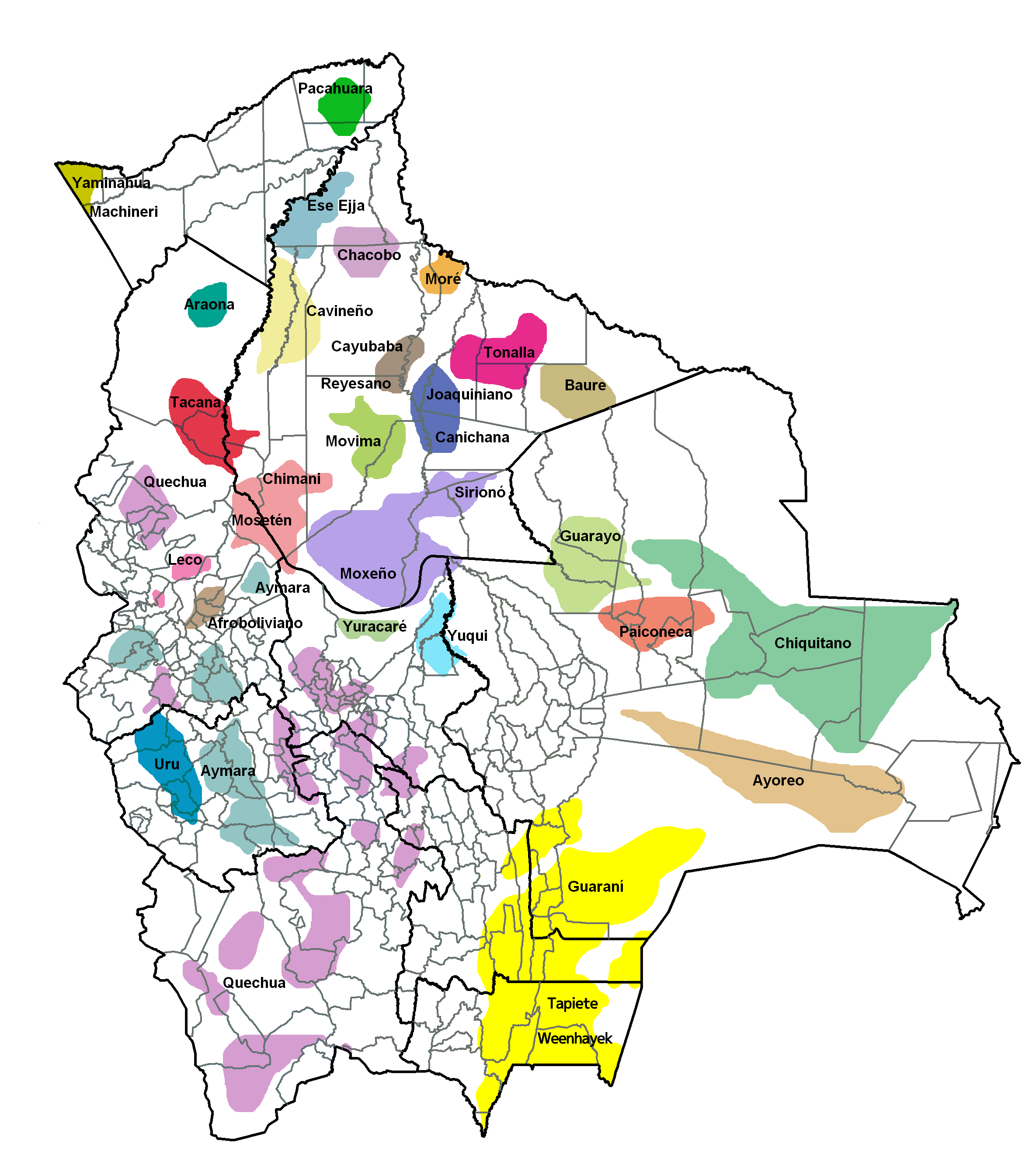
Distribuição geográfica dos idiomas nativos do país

A Bolívia tem grande diversidade linguística, como resultado de seu multiculturalismo. A Constituição da Bolívia reconhece 37 línguas oficiais, além do espanhol. Assim, é o segundo Estado com o maior número de idiomas oficiais no mundo, só perdendo para a Índia, que tem 46. Estas incluem as línguas das nações indígenas nativas, como quíchua, aimará e guarani.
O espanhol é a língua oficial mais falada no país, de acordo com o censo de 2001, uma vez que é falado por 88,4% da população como primeira língua ou segunda língua, em algumas populações indígenas. Todos os documentos legais e oficiais emitidos pelo Estado, incluindo a constituição, as principais instituições públicas e privadas, a mídia e as atividades comerciais são feitas em espanhol.

### Religiões
Religião na Bolívia (2014)
A Bolívia é um Estado secular e garante a liberdade de religião. A Constituição estabelece que: "O Estado respeita e garante a liberdade de religião e de crenças espirituais, em concordância com sua visão de mundo. O Estado é independente da religião".
De acordo com o censo de 2001 realizado pelo Instituto Nacional de Estatística da Bolívia, 78% da população boliviana seguia o catolicismo romano, enquanto 19% o protestantismo e outros 3% têm diferentes crenças cristãs. O protestantismo, juntamente com as crenças tradicionais indígenas estão se expandindo rapidamente.
Em 2024, a Igreja Adventista do Sétimo Dia na Bolívia tinha 137.214 membros e 550 igrejas numa população total de 12.341.000.habitantes.
A maior parte da população indígena segue religiões diferentes marcados pelo sincretismo com o catolicismo romano ou complementa-as com a sua própria visão de mundo e tradições antigas. O culto à Pachamama ou "Mãe Terra" é a mais antiga das manifestações religiosas da região andina da América do Sul. Há também comunidades aimarás que têm uma forte devoção a Santiago Maior, que é o patrono das Forças Armadas bolivianas.
De 1 a 2% da população do país se identificava como ateísta em 2004.

## Política

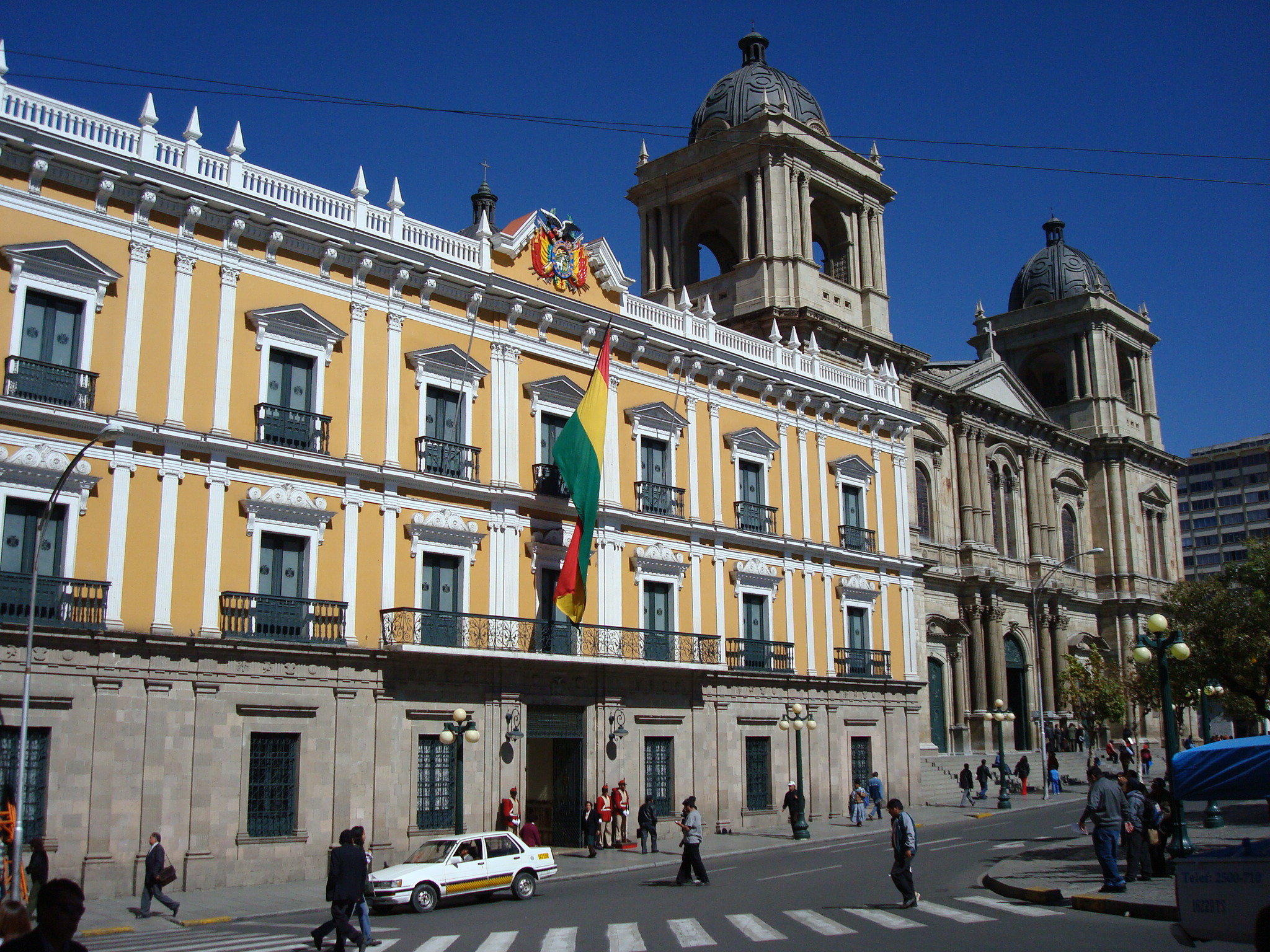
Palacio Quemado, em La Paz, sede do Poder Executivo do país.

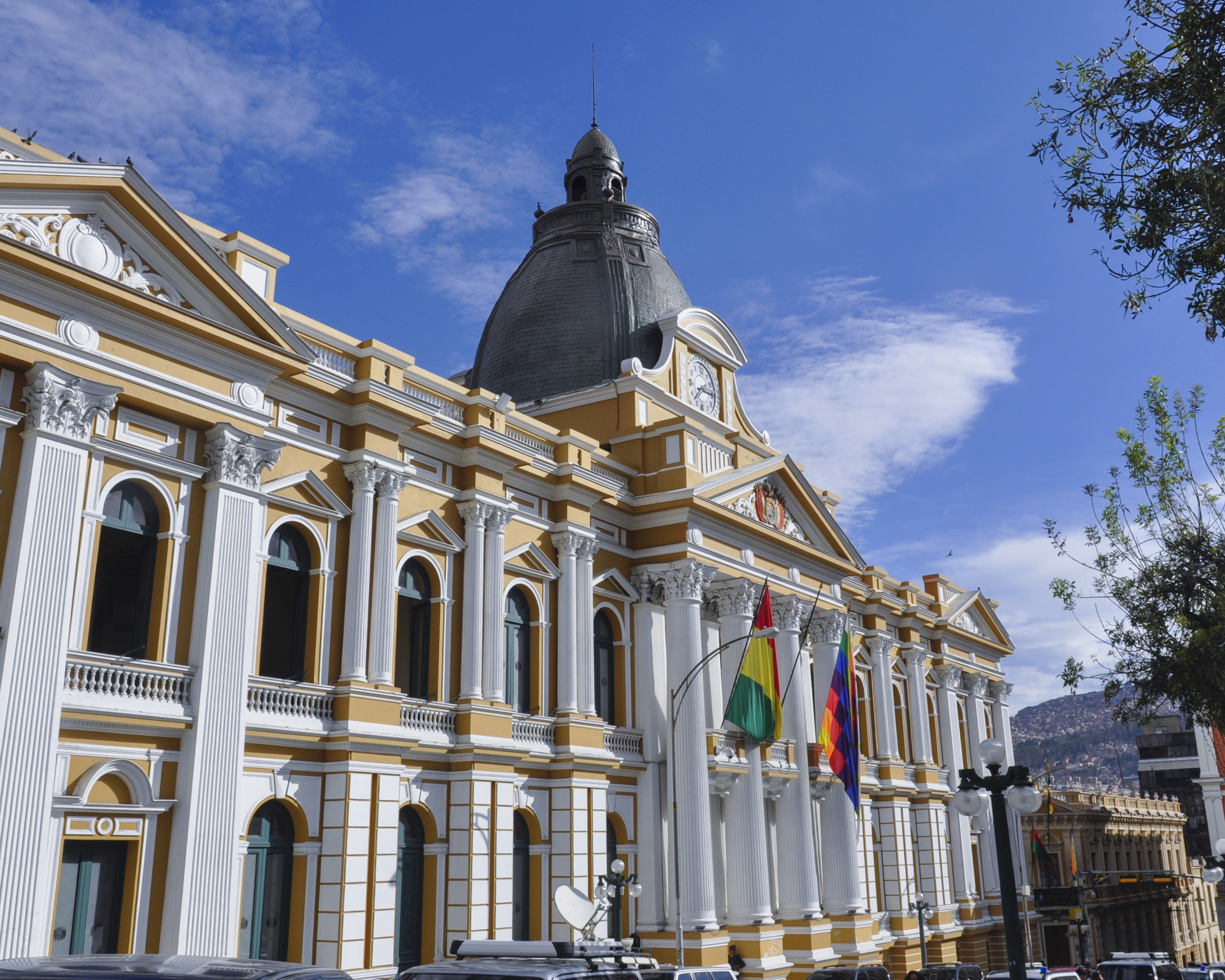
Vista da Assembleia Legislativa Plurinacional da Bolívia, em La Paz, sede do Poder Legislativo nacional

A Bolívia é oficialmente um Estado unitário democrático organizado segundo a separação de poderes (Executivo, Legislativo, Judiciário e Eleitoral) e de maneira descentralizada e presidencialista. O Estado se rege segundo a Constituição Política da Bolívia aprovada em 7 de fevereiro do ano de 2009, que entrou em vigor neste mesmo ano.
O poder executivo é encabeçado pelo presidente da república. O executivo é, tradicionalmente, o poder mais forte na política boliviana, tendendo a deixar em segundo plano a participação do congresso, cuja atividade se limita a debater e a aprovar as iniciativas legislativas do presidente. O presidente da Bolívia, eleito a cada cinco anos, é chefe de estado e de governo e nomeia o gabinete de ministros.
O Poder Legislativo constituído por duas câmaras, é presidido pelo vice-presidente do governo. A Câmara de Senadores tem 27 membros, três representantes de cada departamento, dois deles do partido que recebe a maioria de votos e o terceiro do partido que ficou em segundo lugar. Os senadores são eleitos de listas partidárias para um período de cinco anos. A idade mínima para candidatar-se a tais cargos é de 35 anos. A Câmara de Deputados tem 130 membros: 68 deputados são eleitos por votação direta para representar um distrito eleitoral e os outros 62 são eleitos por representação proporcional por meio de listas de cada partido em distrito único de todo o país. Os deputados também têm um mandato de cinco anos e devem ter no mínimo 25 anos completos no dia da eleição. Os membros da Corte Suprema da Bolívia são eleitos para um mandato de dez anos pelo Congresso Nacional.

### Relações internacionais
A história da política exterior boliviana é marcada por conflitos com países vizinhos, como o Chile, Peru e Paraguai. A Bolívia chegou a perder territórios para estes três países através de guerras, como a Guerra do Pacífico (século XIX) e a Guerra do Chaco. A Bolívia também perdeu territórios para o Brasil, que incluiu enfrentamentos militares sem que ocorresse uma guerra formal. Atualmente a Bolívia ainda mantém disputas fronteiriças e reivindicações territoriais com Peru e Chile.

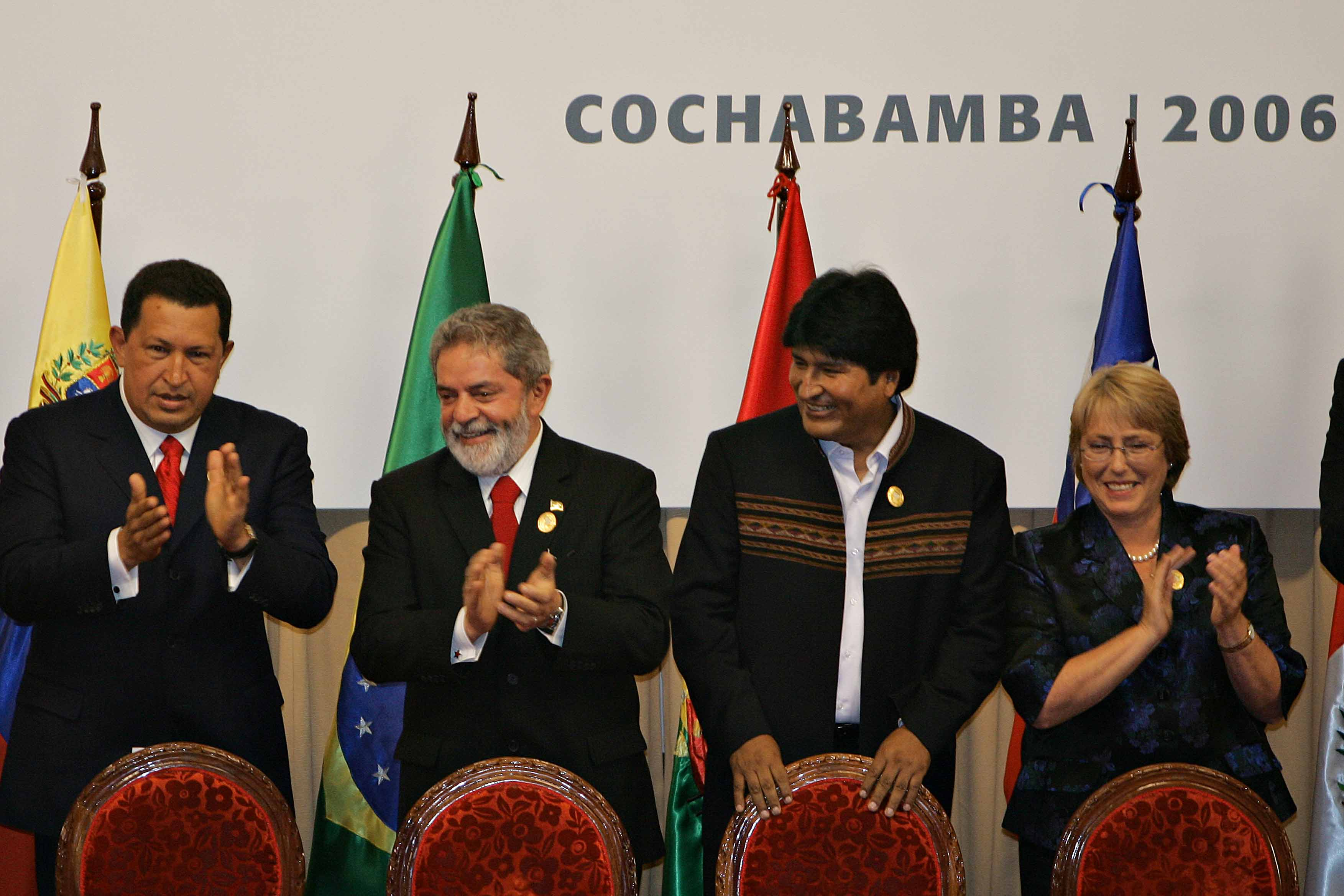
Evo Morales durante a cúpula da UNASUL em 2006

A Bolívia pertence à Comunidade Andina de Nações (CAN), uma organização regional econômica e política com entidade jurídica internacional criada pelo Acordo de Cartagena em 26 de maio de 1969. Tem sede em Lima, Peru. A debilitação da CAN, principalmente pela saída da maior economia do bloco, a Venezuela (em 2006) e ao fortalecimento do processo de aproximação comercial com o Mercosul, especialmente com o Brasil, somado ao aumento da influência política venezuelana e brasileira sobre o atual governo da Bolívia, existe uma forte intenção do governo em integrar-se definitivamente ao Mercosul.
O país também é membro das Nações Unidas e de alguns de seus organismos especializados e programas afins, como a OEA, o Movimento de Países Não Alinhados, a União Interparlamentar Internacional, a Associação Latino-Americana de Integração (ALADI), a Organização Mundial do Comércio, o Tratado Interamericano de Assistência Recíproca, o Grupo do Rio, o Pacto Amazônico e da UNASUL.

### Forças armadas

Tanque SK-105 Kürassier do Exército Boliviano

As Forças Armadas da Bolívia são compostas por três ramos: Exército, Marinha e Força Aérea. A idade legal para admissões voluntárias é 18 anos; no entanto, quando os números são pequenos, o governo no passado recrutou pessoas com apenas 14 anos de idade.
O exército boliviano conta com cerca de 31,5 mil homens. Existem seis regiões militares (regiones militares — RMs) no exército. O exército está organizado em dez divisões. Já a Força Aérea Boliviana (ou 'FAB') possui nove bases aéreas. Embora não tenha litoral, a Bolívia mantém uma marinha. A Força Naval Boliviana era uma composta por cerca de 5 mil homens em 2008.
Em 2018, a Bolívia assinou o Tratado sobre a Proibição das Armas Nucleares. O governo boliviano gasta anualmente 130 milhões de dólares em defesa.

## Subdivisões
A Bolívia se subdivide em nove departamentos, 112 províncias, 327 municípios e 1 384 cantões, os quais obtiveram maior autonomia com a Lei da Descentralização Administrativa de 1995.
| Divisão política |            |                  |               |                         |  |
| |            |                  |               |                         |  |
| Departamento | População  | Superfície (km²) | Densidade (*) | Capital                 |  |
| República da Bolívia | 10.027.644 | 1.098.581        | 9,1           | Sucre                   |  |
| Beni | 430.049    | 213.564          | 1,9           | Trinidad                |  |
| Chuquisaca | 631.062    | 51.524           | 11,9          | Sucre                   |  |
| Cochabamba | 1.786.040  | 55.631           | 22,7          | Cochabamba              |  |
| La Paz | 2.756.989  | 133.985          | 19,9          | La Paz                  |  |
| Oruro | 444.093    | 53.558           | 8,2           | Oruro                   |  |
| Pando | 75.335     | 63.827           | 1,1           | Cobija                  |  |
| Potosí | 780.392    | 118.218          | 6,5           | Potosí                  |  |
| Santa Cruz | 2.626.697  | 370.621          | 7,1           | Santa Cruz de la Sierra |  |
| Tarija | 496.988    | 37.623           | 12,5          | Tarija                  |  |
| (*)= Todos os dados de população são projeções do Instituto Nacional de Estadística de Bolivia (INE) para 2008 . A densidade departamental está calculada com a projeção da população de 2006. Outras cidades importantes são (por departamento): La Paz: El Alto 827.000, Cochabamba: Quillacollo 90.000 Sacaba 127.000, Tarija: Yacuiba 90.000, Santa Cruz: Montero 90.000, Beni: Riberalta 78.000. |            |                  |               |                         |  |

## Economia

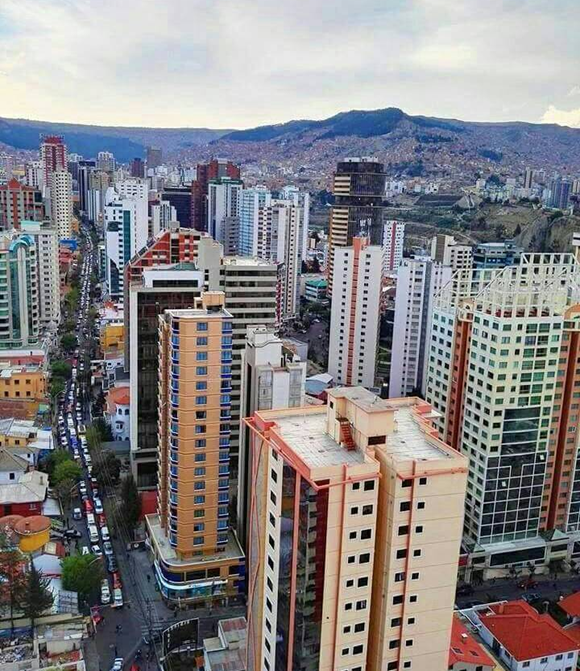
La Paz, o centro financeiro do país

Em 2012 estimou-se um produto interno bruto (PIB) da Bolívia de 27,4 bilhões de dólares e de 56,14 bilhões de dólares em paridade do poder de compra (PPC). O crescimento econômico do país foi estimada em cerca de 5,2% e a inflação em cerca de 6,9%. A Bolívia foi classificada como "reprimida" pelo Índice de Liberdade Econômica de 2010. Apesar de uma série de contratempos, em sua maioria políticos, entre 2006 e 2009 o governo de Evo Morales estimulou o crescimento mais elevado dos últimos 30 anos, que foi acompanhado por uma diminuição moderada na desigualdade de renda. Com um orçamento excedente de 1,7% do PIB em 2012, o governo mantém excedentes desde o início da administração Morales, refletindo uma gestão econômica prudente.
O país é muito dependente da mineração. Em 2019, era o 8º maior produtor mundial de prata; 4º maior produtor mundial de boro; 5º maior produtor mundial de antimônio; 5º maior produtor mundial de estanho; 6º maior produtor mundial de tungstênio; 7º maior produtor mundial de zinco, e o 8º maior produtor mundial de chumbo, além de ter uma produção considerável de ouro. Um duro golpe para a economia boliviana veio com uma queda drástica no preço do estanho durante o início dos anos 1980, o que impactou uma das principais fontes de renda do país e uma das suas principais indústrias de mineração. Desde 1985, o governo boliviano tem implementado um programa de longo alcance de estabilização macroeconômica e de reformas estruturais destinadas a manter a estabilidade dos preços, criando condições para um crescimento sustentado e um alívio na escassez. A grande reforma dos serviços aduaneiros tem melhorado significativamente a transparência nesta área. Reformas legislativas paralelas têm feito políticas liberais para o mercado local, especialmente nos setores de hidrocarbonetos e telecomunicações, o que tem incentivado o investimento privado.

Principais exportações da Bolívia em 2019

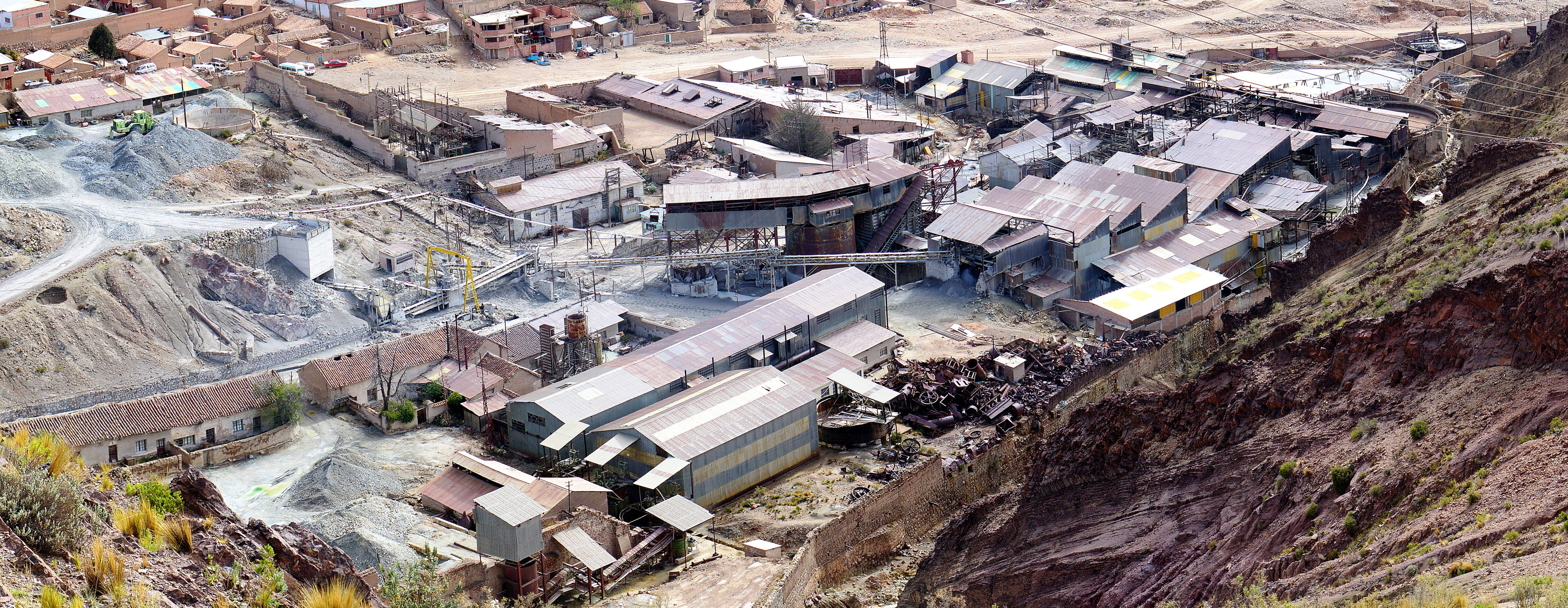
Minas em Potosí

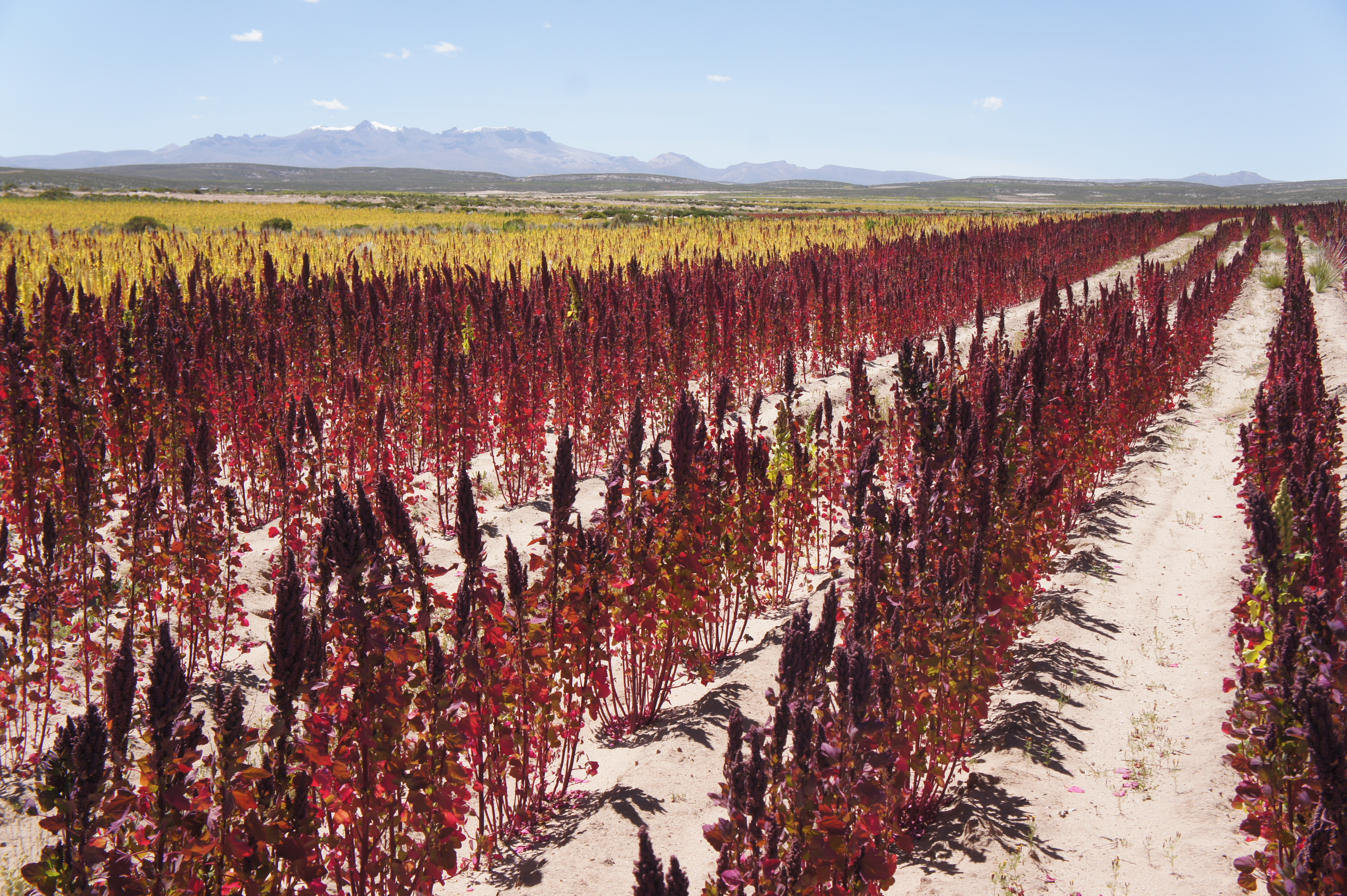
Plantação de quinoa em Uyuni

Outra base econômica do país é a extração e exportação de gás natural. Em 2015, a Bolívia era o 31º maior produtor mundial de gás, com 20,5 bilhões de m³ ao ano. Na América do Sul, só produz menos do que a Argentina e a Venezuela. Em 2017, o país era o 15º maior exportador de gás do mundo: 15,1 bilhões de m³ ao ano. A Bolívia tem a segunda maior reserva de gás na América do Sul. O governo tem um contrato de venda de longo prazo para vender gás natural para o Brasil até 2019 e realizou um referendo obrigatório em 2005 sobre a Lei de Hidrocarbonetos.
A agricultura é menos relevante no PIB do país em comparação com o resto da América Latina. Em 2018, a Bolívia produziu 9,6 milhões de toneladas de cana-de-açúcar, 2,9 milhão de toneladas de soja (10º maior produtor do mundo), 1,2 milhão de toneladas de milho, 1,1 milhão de toneladas de batata, 1 milhão de toneladas de sorgo, 700 mil toneladas de banana, 541 mil toneladas de arroz, 301 mil toneladas de trigo, além de produções menores de outros produtos agrícolas, como tangerina, mandioca, laranja, feijão, girassol e algodão. As maiores exportações do país estão baseadas na soja (farelo de soja e óleo de soja). A cultura da soja foi trazida pelos brasileiros ao país: em 2006, quase 50% dos produtores de soja da Bolívia eram pessoas oriundas do Brasil, ou descendentes de brasileiros. Os primeiros produtores brasileiros começaram a chegar ao país nos anos 1990. Antes disto, haviam muitas terras no país sem uso, ou onde só se praticava agricultura de subsistência.
O Serviço Geológico dos Estados Unidos estima que a Bolívia tenha 21 milhões de toneladas cúbicas de lítio, o que representaria a maior reserva mundial de um país. No entanto, a mineração desse recurso implicaria em perturbar os desertos de sal do país (como o Salar de Uyuni), uma importante característica natural que impulsiona o turismo na região. O governo não quer destruir essa paisagem natural única para atender a crescente demanda mundial de lítio.

## Infraestrutura

### Transportes

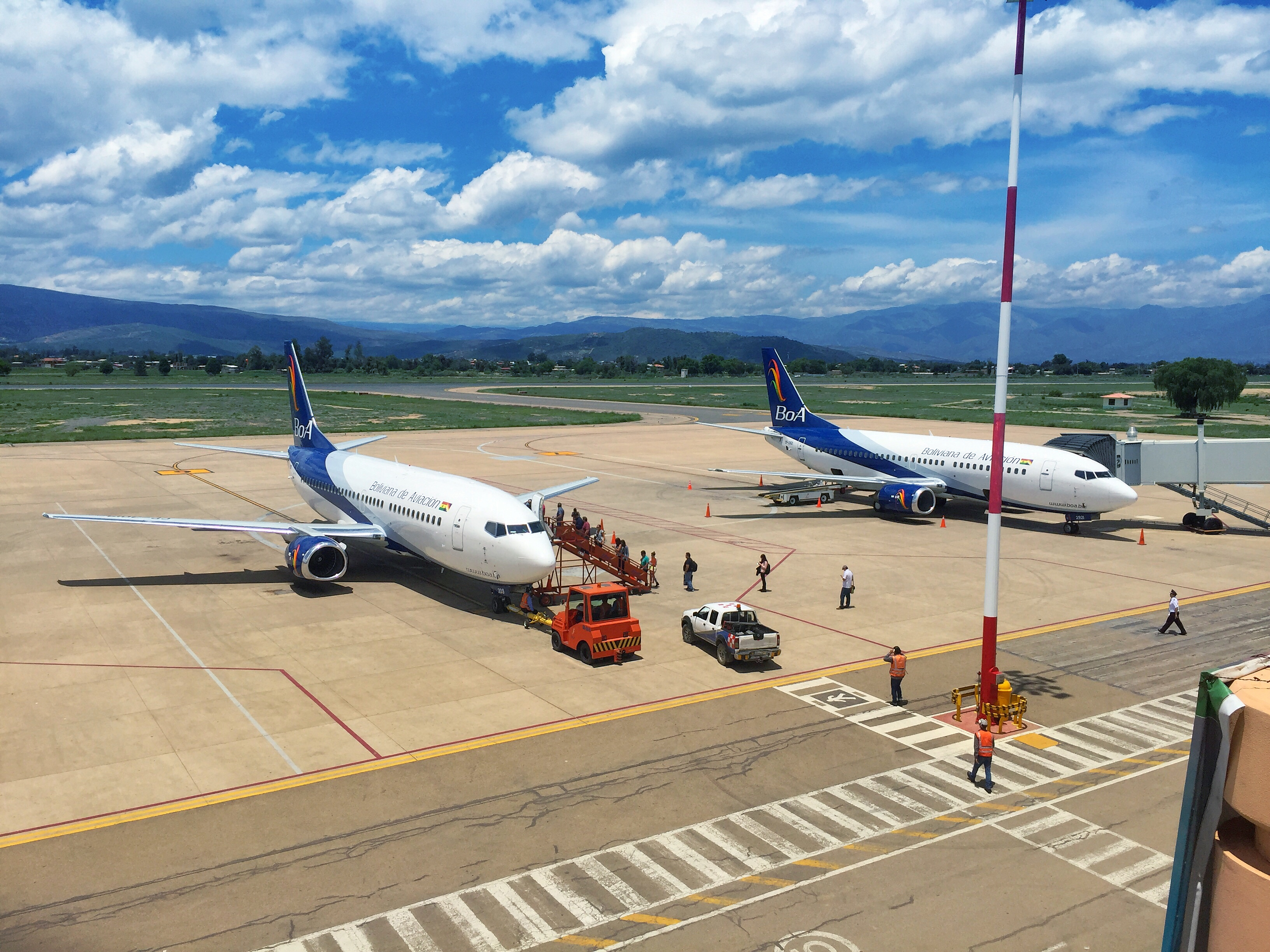
Aeroporto Internacional de Cochabamba

O território da Bolívia está comunicado por vários meios de transporte. O país possui quatro aeroportos internacionais: Aeroporto Internacional Viru Viru, em Santa Cruz de la Sierra, Aeroporto Internacional Jorge Wilstermann, em Cochabamba, Aeroporto Internacional de El Alto, em La Paz e o Aeroporto Internacional Juan Mendoza, em Oruro. Existem ainda, outros 855 terminais aéreos pequenos e aeródromos com pistas pavimentadas ou de terra, situados em distintas localidades do país.
O sistema terrestre com mais de 49 900 km de rodovias e arredor de 4 600 km pavimentados formada por várias rotas nacionais, o resto de rodovias é de cascalho ou terra. O país só inaugurou a sua primeira rodovia duplicada em 2015: um trecho entre a capital La Paz e Oruro, de 203 km. A Bolívia também conta com um ramal da Rodovia Pan-americana que cruza todo o altiplano conectando-se assim com os países limítrofes. A estrada Camino a Los Yungas foi considerada a "estrada mais perigosa do mundo" pelo Banco Interamericano de Desenvolvimento, sendo chamada de El Camino de la Muerte em espanhol.

### Educação

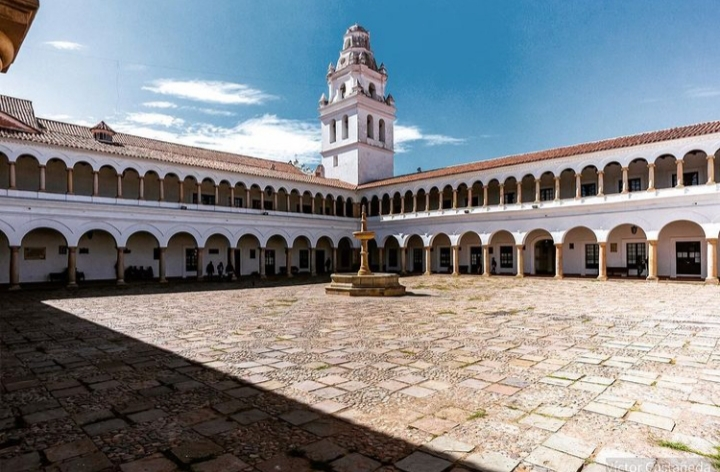
Universidade de São Francisco Xavier de Chuquisaca em Sucre, fundada em 1624

O Ministério da Educação e Cultura da Bolívia é o órgão responsável pela coordenação do sistema nacional de educação. A educação na Bolívia, assim como outros aspectos na vida dos bolivianos, tem uma divisão entre a área rural e a urbana. O analfabetismo rural se mantém alto, mesmo que o resto do país tenha aumentado o índice de alfabetização. Essa diferença é causada parcialmente pelo fato de que muitas crianças vivendo em áreas rurais são forçadas a contribuir economicamente para a renda familiar e, assim, torna-se muito mais improvável que frequentem a escola. Na média, as crianças da área rural frequentam a escola por 4,2 anos, enquanto as crianças da área urbana recebem educação por uma média de 9,4 anos. Uma diferença de gêneros também existe. O índice de alfabetização do país é de 92,5%, comparavelmente menor que os outros países da América do Sul.
Em 2008, seguindo os padrões da UNESCO, a Bolívia foi declarada livre do analfabetismo, tornando-se o quarto país da América do Sul a atingir esse status. O país destina cerca de 7,3% de seu orçamento anual para gastos e investimentos em educação, sendo o maior investimento entre os países da América do Sul e o 11º maior entre as nações do mundo. Uma reforma fez algumas mudanças significativas. Iniciada em 1994, a reforma descentralizou os fundos para educação para se adequar às diversas necessidades locais, melhorar o treinamento de professores e o currículo, formalizar e expandir a educação bilíngue e modificar o sistema de séries escolares. A resistência da união de professores, entretanto, tem atrasado a implementação de algumas partes da reforma.
O ensino superior consiste na Universidade da Bolívia e em vários institutos públicos e privados. A Universidade da Bolívia trata-se de um consórcio de oito universidades públicas e uma universidade privada, a Universidade Católica Boliviana. Outras escolas oferecem treinamento técnico em belas-artes, artes comerciais e campos técnicos, bem como treinamento de professores.

### Saúde

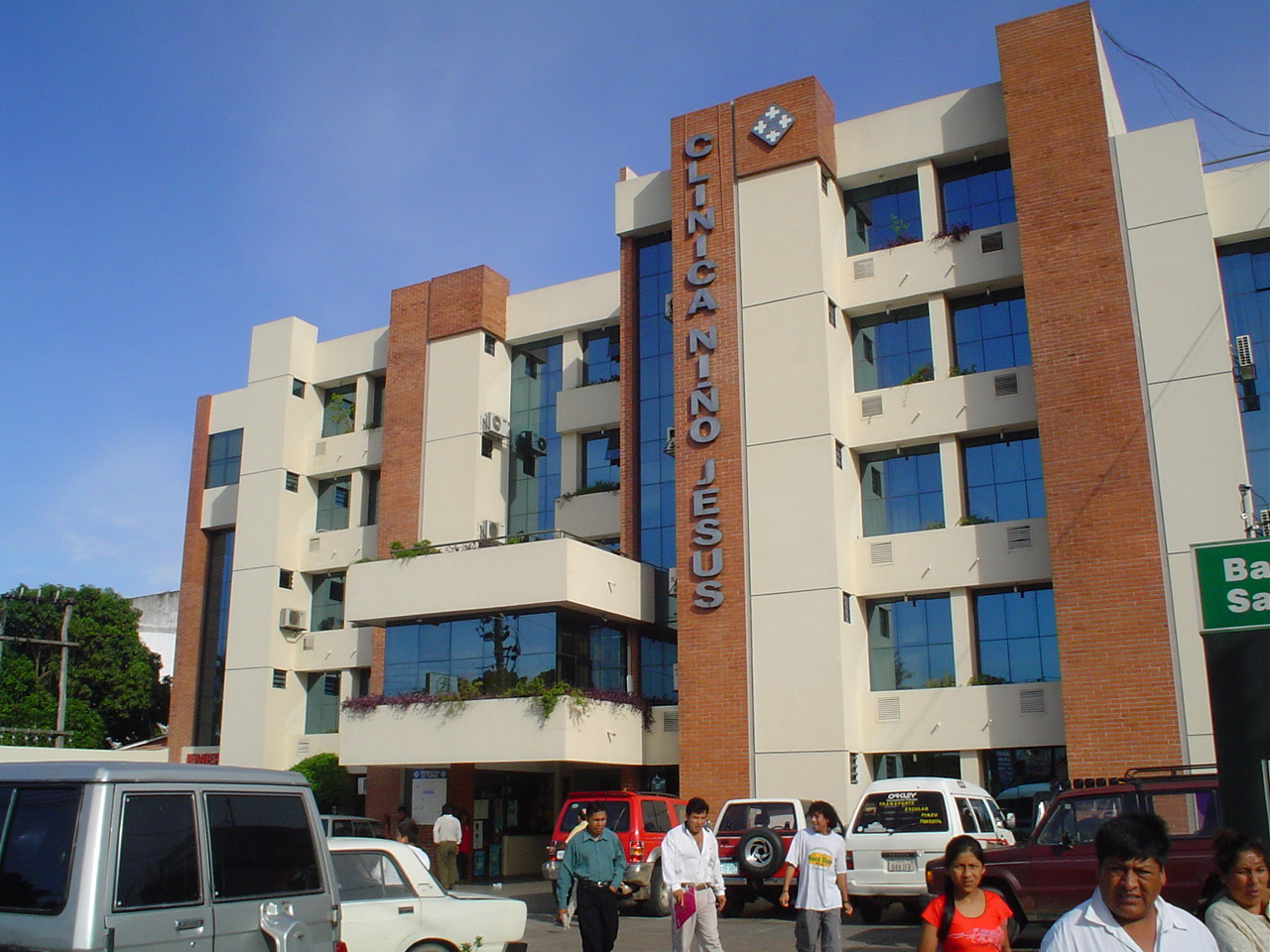
Clínica Niño Jesus em Santa Cruz de la Sierra

De acordo com a UNICEF, a taxa de mortalidade de menores de cinco anos em 2006 era de 52,7‰ e foi reduzida para 26‰ em 2019. A taxa de mortalidade infantil foi de 40,7‰ em 2006 e foi reduzida para 21,2‰ em 2019. Antes de Morales assumir o cargo, quase metade de todas as crianças não eram vacinadas; agora quase todas estão vacinados. Morales também implementou vários programas suplementares de nutrição, incluindo um esforço para fornecer comida gratuita em escritórios de saúde pública e seguridade social, e seu programa de desnutrición cero (desnutrição zero) oferece merenda escolar gratuita.
Entre 2006 e 2016, a pobreza extrema na Bolívia caiu de 38,2% para 16,8%. A desnutrição crônica em crianças menores de cinco anos também diminuiu 14% e a taxa de mortalidade infantil foi reduzida em mais de 50%, de acordo com a Organização Mundial da Saúde. Em 2019, o governo boliviano criou um sistema de saúde universal que foi citado como modelo para todos pela Organização Mundial de Saúde.

### Energia

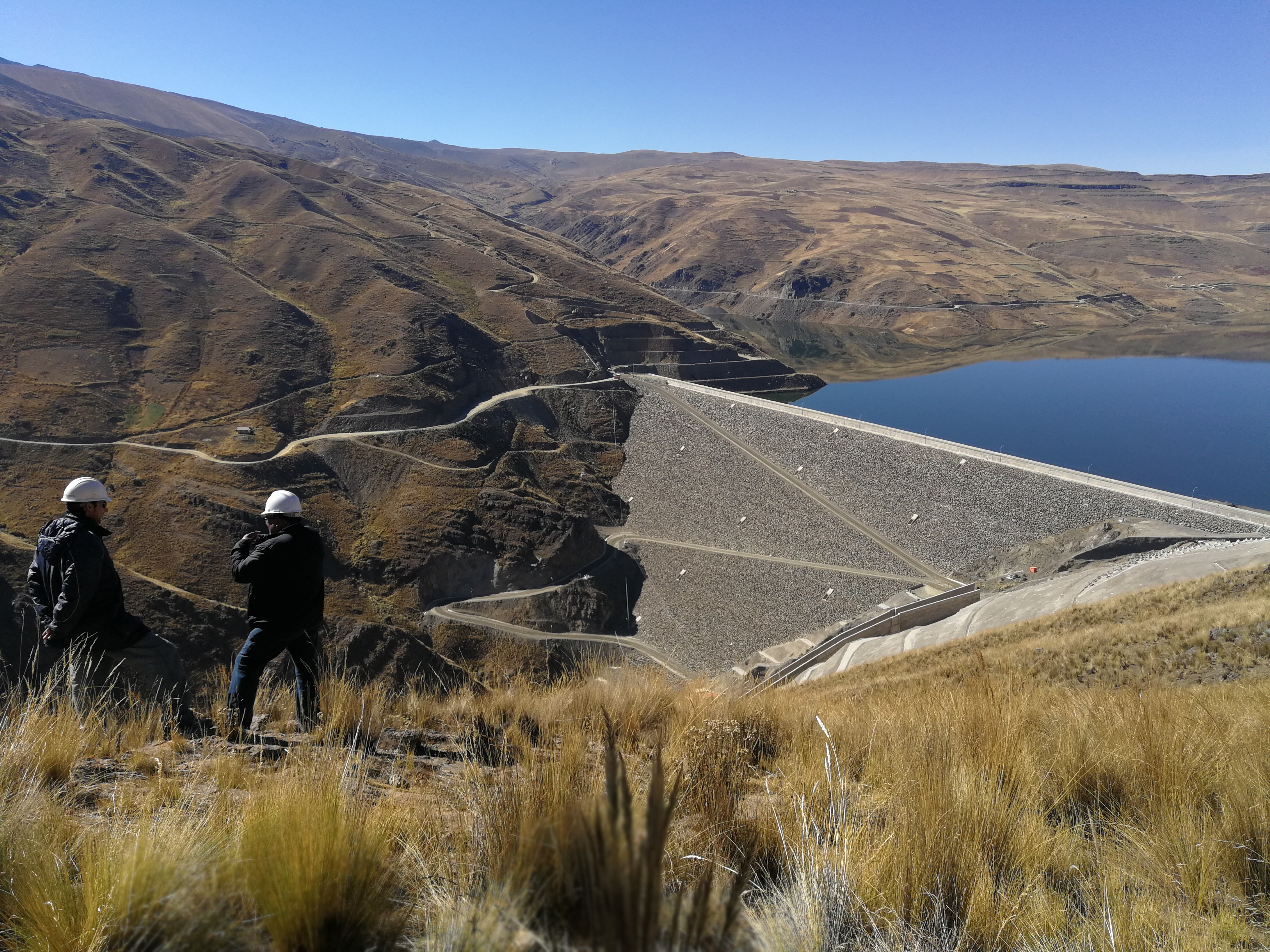
Reservatório da hidrelétrica de Misicuni, na região de Cochabamba

A eletricidade gerada na Bolívia é proveniente de usinas hidrelétricas (42%) e termoelétricas (58%). O balanço energético de 2008 foi positivo, com uma geração do Sistema Interligado Nacional (SIN) de 5 372 GWh e um consumo nacional de 5 138 GWh. O potencial hidrelétrico é de 39 850 MW, que pode ser exportado para países vizinhos. Em 2015, a Bolívia possuía a terceira maior bacia de gás natural da América do Sul, superada apenas pela Argentina e Venezuela, e a 31ª maior bacia de gás natural do mundo, com um total de 750,400 milhões de m3 em 2015. Em 2017, o país produziu 20,510 bilhões de m3, ficando atrás de Argentina, México e Venezuela em comparação com os países da América Latina.
A economia boliviana é fortemente dependente da produção do gás natural. Boa parte desta produção é destinada à exportação, com o Brasil sendo o principal mercado consumidor do gás natural boliviano, desde 1999. Cerca de 50% do gás natural produzido pela Bolívia é importado para o Brasil, mas essa relação de importação para o mercado brasileiro vem diminuindo nos últimos anos, em parte pelo início das exportações de gás natural à outras localidades, como o Paraguai e a Europa. Em 2013, o país atingiu seu recorde ao faturar US$ 6,059 bilhões em exportações de gás natural.

### Telecomunicações e mídia
O sistema de telecomunicações boliviano cobre a maior parte do território do país. Conforme dados de julho de 2015, há mais de 881 mil linhas de telefonia fixa e cerca de 10,163 milhões de assinantes de telefonia móvel. O número de usuários de internet excede 4,1 milhões, mas a taxa de penetração de serviços de informática é uma das menores da América Latina, uma vez que apenas 45,1% dos bolivianos possuem acesso à internet.
Em dezembro de 2013, o primeiro satélite espacial da Bolívia, chamado TKSAT-1 "Túpac Katari", com órbita geoestacionária na posição 87,2° oeste, foi colocado em órbita. Até à data, transmite sinais nacionais e internacionais de televisão e rádio, utilizando o sistema DTH e a Internet para todo o país, servindo também a outras formas de telecomunicações. A expectativa de vida útil do satélite é de 15 anos, tendo sido adquirido da China. O Túpac Katari 1 está equipado com 26 transponders em banda Ku, 2 em banda C e 2 em banda Ka para fornecer telefonia, televisão, internet e telemedicina. Sua cobertura é extensa, cobrindo, além da Bolívia, o Peru, Equador, Colômbia, Paraguai, Uruguai e Venezuela.

## Cultura

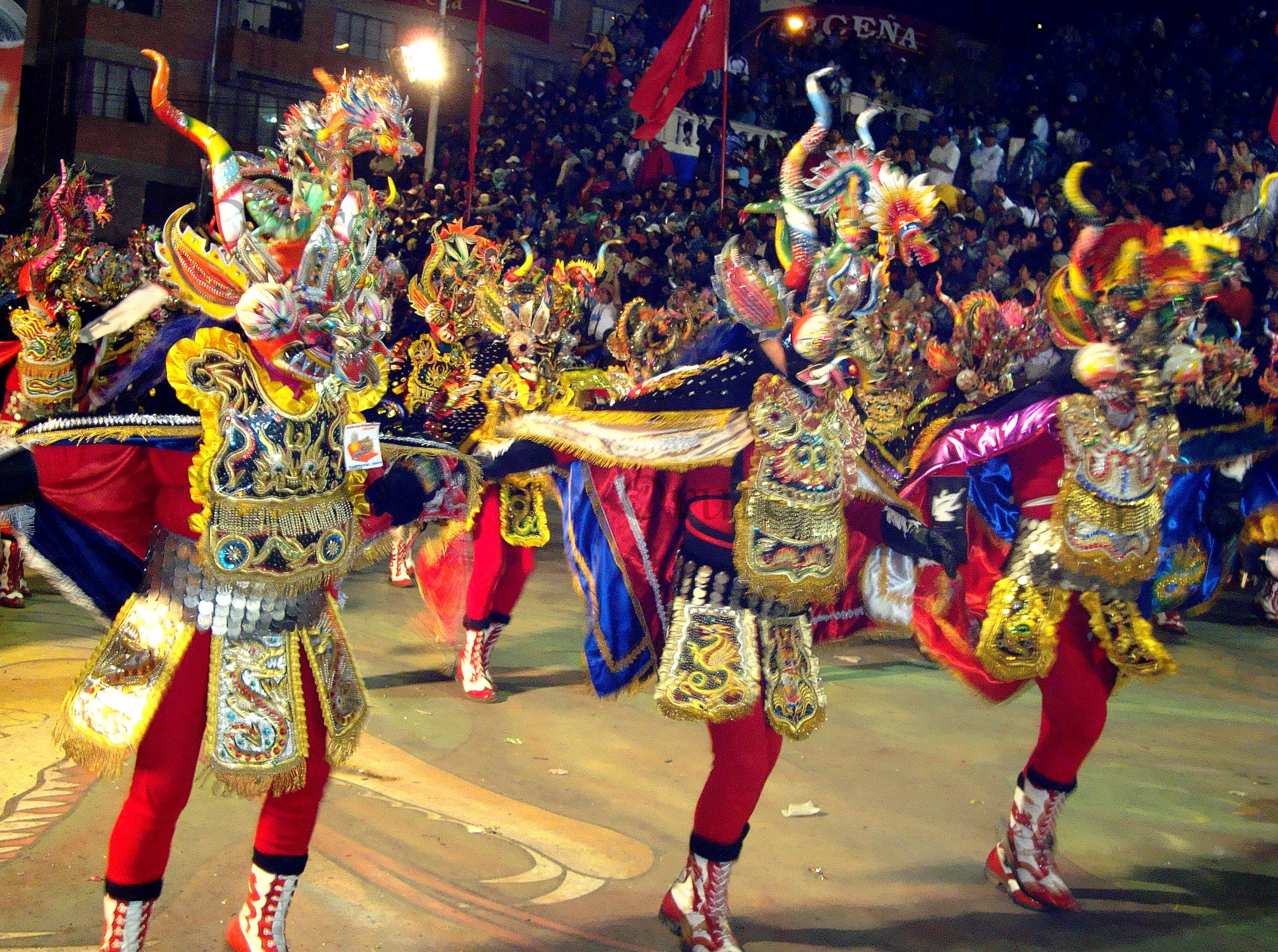
A Diablada, uma dança tradicional do Carnaval de Oruro e um Patrimônio Oral e Imaterial da Humanidade desde 2001

A cultura boliviana tem sido fortemente influenciada pelos quíchuas, aimarás, bem como pelas culturas populares da América Latina como um todo. O desenvolvimento cultural é dividido em três períodos distintos: pré-colombiano, colonial e republicano. Ruínas arqueológicas importantes, ornamentos de ouro e prata, monumentos de pedra, cerâmica e tecelagem permanecem de diversas culturas pré-colombianas importantes. Grandes ruínas incluem Tiwanaku, Forte de Samaipata, Inkallaqta e Iskanawaya. O país é rico em outros sítios que são difíceis de alcançar e tem tido pouca exploração arqueológica.
O Patrimônio Cultural da Bolívia é formado por todos os bens culturais, tangíveis e intangíveis. O Estado boliviano reconhece a formação pluricultural, multiétnico e plurilinguística da nação boliviana e tem como uma de suas funções mais importantes preservar e proteger igualmente a herança cultural de todas as culturas e nações que se desenvolveram e ainda se desenvolvem na Bolívia.

### Artes
Os espanhóis trouxeram sua própria tradição da arte religiosa que, nas mãos de construtores e artesãos indígenas e mestiços locais, desenvolveram em um estilo rico e distintivo da arquitetura, pintura e escultura conhecida como "Barroco Mestiço". O período colonial produziu não apenas as pinturas de Pérez de Holguín, Flores, Bitti e outros, mas também as obras de artesãos qualificados, mas desconhecidos. Um importante corpo de música religiosa barroca nativa do período colonial foi recuperada e foi realizado internacionalmente, com grande êxito desde 1994.
Entre os artistas bolivianos de estatura no século XX estão Guzmán de Rojas, Arturo Borda, María Luisa Pacheco, Roberto Mamani Mamani, Alejandro Mario Yllanes, Alfredo da Silva e Marina Núñez del Prado. A Bolívia tem um folclore rico. Sua música folclórica regional é distintiva e variada. As danças diabladas no carnaval de Oruro, que acontece anualmente, é um dos grandes eventos folclóricos da América do Sul e um Patrimônio Oral e Imaterial da Humanidade, como proclamado pela UNESCO em maio de 2001.

### Arquitetura

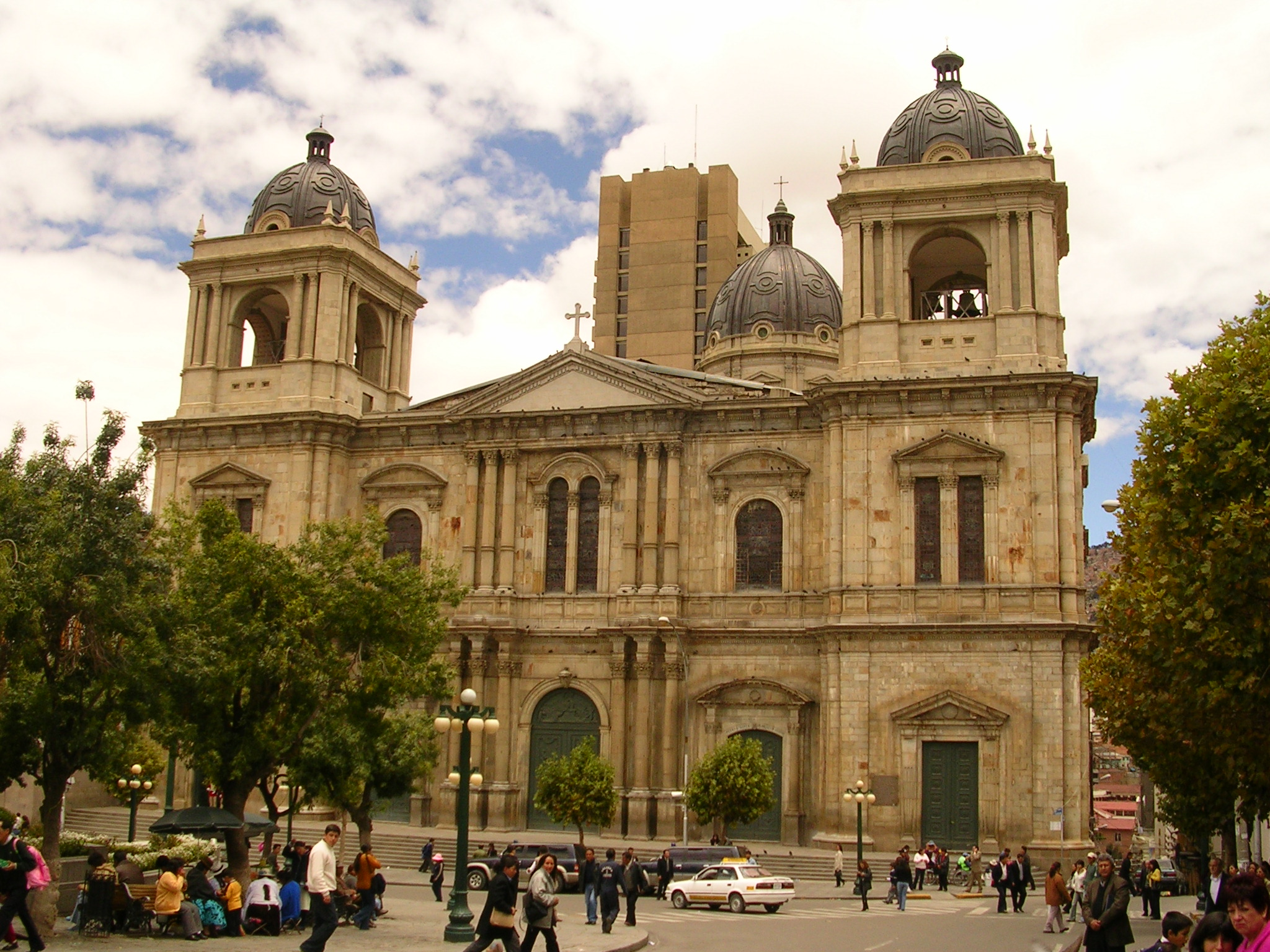
Igreja e Convento de São Francisco, em La Paz

A arquitetura boliviana reflete edifícios de Tiauanaco construídos com grandes blocos de pedra esculpidos com excelentes junção e construções incas como os palácios da Isla del Sol e o forte militar de Samaipata e Incallajta, com o primeiro destes declarado Patrimônio Mundial da pela UNESCO, e o segundo abrigando um dos sítios arqueológicos mais importantes do país. Do período colonial, destacam-se edifícios religiosos sob a influência do barroco andino do século XVIII, que combinam a arquitetura europeia e elementos mitológicos nativos. A Igreja e Convento de São Francisco, a Igreja de San Lorenzo de Carangas e as igrejas das Missões Jesuíticas de Chiquitos são obras representativas desse período da história arquitetônica boliviana.
Após a independência, novos estilos passaram a exercer maior influência nas edificações do país, como o neoclássico, visto na construção da Catedral de Potosí; e o Beaux-Arts francês, no Palácio Quemado e na Catedral de Santa Cruz de la Sierra. No final do século XIX, sobrepõe-se o ecletismo em obras como o Principado de La Glorieta, de Antonio Camponovo, que combina 14 estilos arquitetônicos diferentes. No século XX, estilos como o Neotiahuanaco surgiram no Museu Nacional de Arqueologia, de Arturo Posnasky; e os acadêmicos oficiais do Palácio Legislativo de Camponovo. No uso de ambos os estilos, destaca-se Emilio Villanueva, considerado o arquiteto boliviano mais importante deste século em obras como a Prefeitura de La Paz (1925), o Banco Central da Bolívia (1926) e o complexo da Universidade Maior de San Andrés (1941–1948).

### Pintura

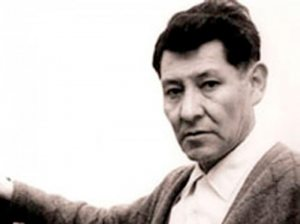
Miguel Alandia Pantoja

A pintura boliviana tem o seu início na arte rupestre de povos nativos. Atualmente, existem mais de mil locais com arte rupestre que correspondem a diferentes períodos como paleoamericano, pré-inca, inca, colonial e republicano. Os principais parques arqueológicos da arte rupestre boliviana são Calacala em Oruro, Samaipata (local declarado Patrimônio Cultural da Humanidade ) em Santa Cruz, Copacabana em La Paz e Incamachay (local declarado Monumento Nacional) em Chuquisaca.
Durante o período colonial, os pintores do atual território boliviano foram influenciados pelo maneirismo e arte estilizada de Bernardo Bitti, desprovidos de realismo das tradições inca e tiahuanacota, destacando-se pintores como Diego Cusihuamán. No século XVII, o barroco resulta na fundação da escola Potosí e da escola Collao. Em Potosí, há uma forte influência do maneirismo espanhol, com Melchor Pérez de Holguín, o pintor barroco mais importante do vice-reinado do Peru. Por sua vez, no Collao, a influência hispânica-flamenga consegue inspirar artistas indígenas e mestiços, destacando-se o mestre anônimo de Calamarca 96 com suas obras conhecidas como Anjos e arcanjos de Calamarca.
A independência incorporou a pintura influenciada pelos neo-classicismo e academicismo com pintores como Melchor María Mercado e Zenon Iturralde. No século XX, aparece uma arte marcada pelo nacionalismo revolucionário e pelo indigenismo. O realismo mágico de Arturo Borda, os retratos indígenas de Cecilio Guzmán de Rojas e a arte revolucionária de Miguel Alandia Pantoja, Walter Solón Romero e Alfredo La Placa são as principais referências. Por seu lado, a arte contemporânea do final do século introduz temas como o homem urbano e a crítica social. Os pintores contemporâneos mais proeminentes são Gil Imana, Lorgio Vaca, Edgar Arandia, Gastón Ugalde, Tito Kuramoto, Carmen Villazón, Sol Mateo, Luis Zilveti e Roberto Mamani.

### Escultura

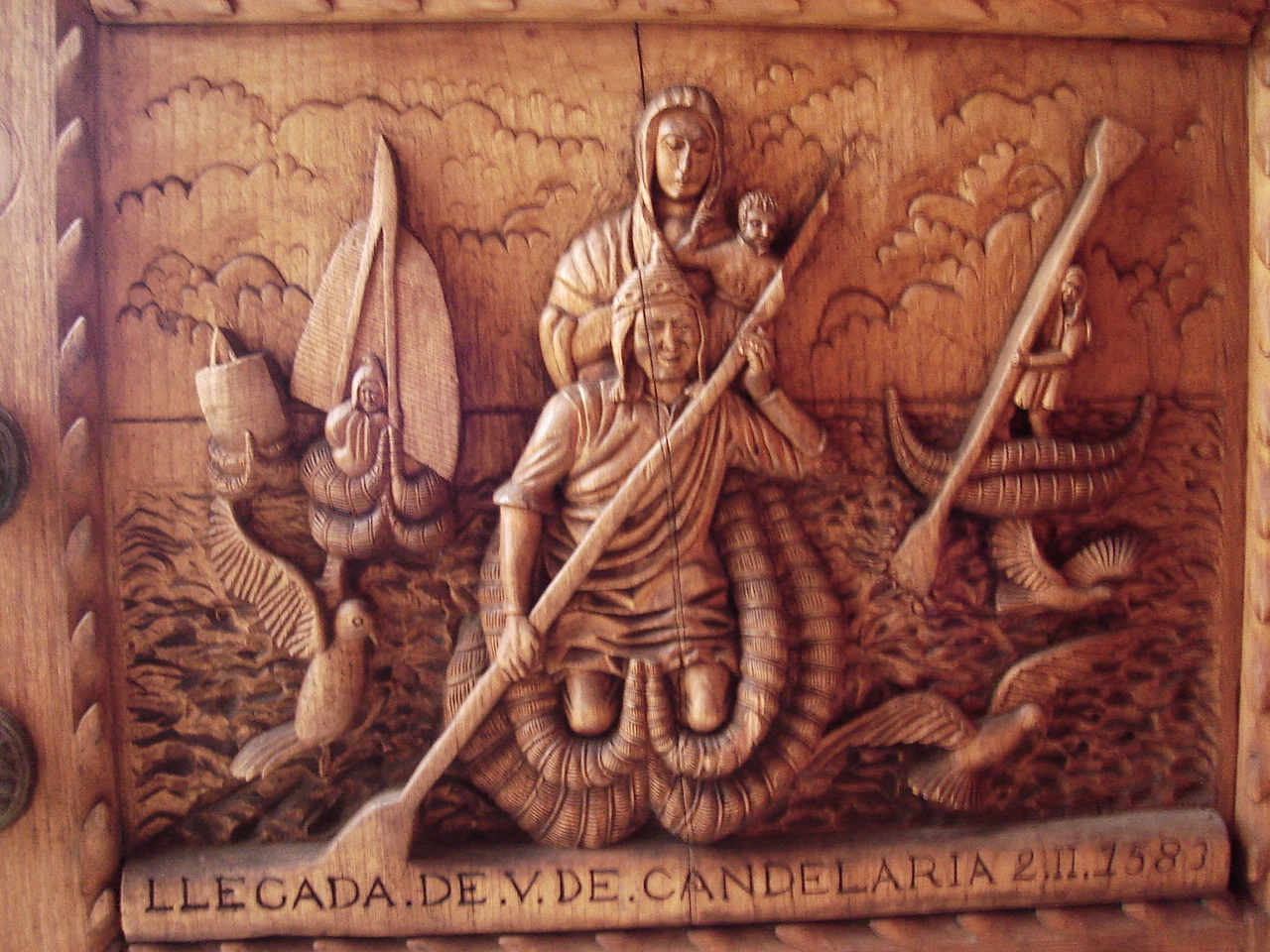
Porta da Basílica de Nossa Senhora de Copacabana, escultura de Tito Yupanqui, Copacabana

Na Bolívia, a escultura remonta ao período tiauanaco com estelas antropomórficas como o Monólito Bennett ou figuras esculpidas na Porta do Sol. Mais tarde, no período colonial, destaca-se Francisco Tito Yupanqui, autor da Virgem de Copacabana, que possuía uma técnica que ligava a tradição indígena à escultura espanhola da época. Posteriormente, esculturas esculpidas nas igrejas de Sucre e Potosí, que foram influenciadas pela Escola de Sevilha e pela Escola de Cuzco, também foram compiladas.
No período republicano, a escultura recebe um impulso com a criação da Escola de Belas Artes de La Paz que, no início do século XX, Emiliano Luján, Hugo Almaráz, Victor Zapana e principalmente Marina Núñez del Prado se destacam, considerados um dos maiores escultores da América Latina. A obra de Marina Núñez del Prado se distingue pelo uso de curvas estilizadas (trabalhadas em ônix, granito preto, alabastro, etc.), que simbolizam as mulheres, um tema que ocupa um lugar central em sua arte. Mais tarde, após a década de 1960, surgem novos escultores, como Ted Carrasco, Carlos Rodríguez e Marcelo Callaú, inspirados principalmente pela sociedade boliviana e pelos mitos andinos.

### Esportes
O entretenimento inclui o futebol, que é o esporte mais popular do país, a Seleção Boliviana de Futebol esteve presente em três edições da Copa do Mundo FIFA (1930, 1950 e 1994), e foi campeã da Copa América de 1963. Assim como o futebol, o futebol de mesa, que é jogado nas esquinas por crianças e adultos.

### Feriados
| Data                                                | Nome                   |
| --------------------------------------------------- | ---------------------- |
| 1 de janeiro                                        | Ano novo               |
| Data móvel "Religiosa" (Semana anterior a Quaresma) | Carnaval (2 dias)      |
| 19 de março                                         | Dia dos pais           |
| 23 de março                                         | Dia do mar             |
| 12 de abril                                         | Dia das crianças       |
| Data móvel "Religiosa" (Semana Santa)               | Sexta-feira santa      |
| 1 de maio                                           | Dia do trabalho        |
| 27 de maio                                          | Dia das mães           |
| 15 de junho                                         | Corpus Christi         |
| 6 de agosto                                         | Aniversário do país    |
| 2 de novembro                                       | Dia de Todos-os-Santos |
| 25 de dezembro                                      | Natal                  |